# Grifo

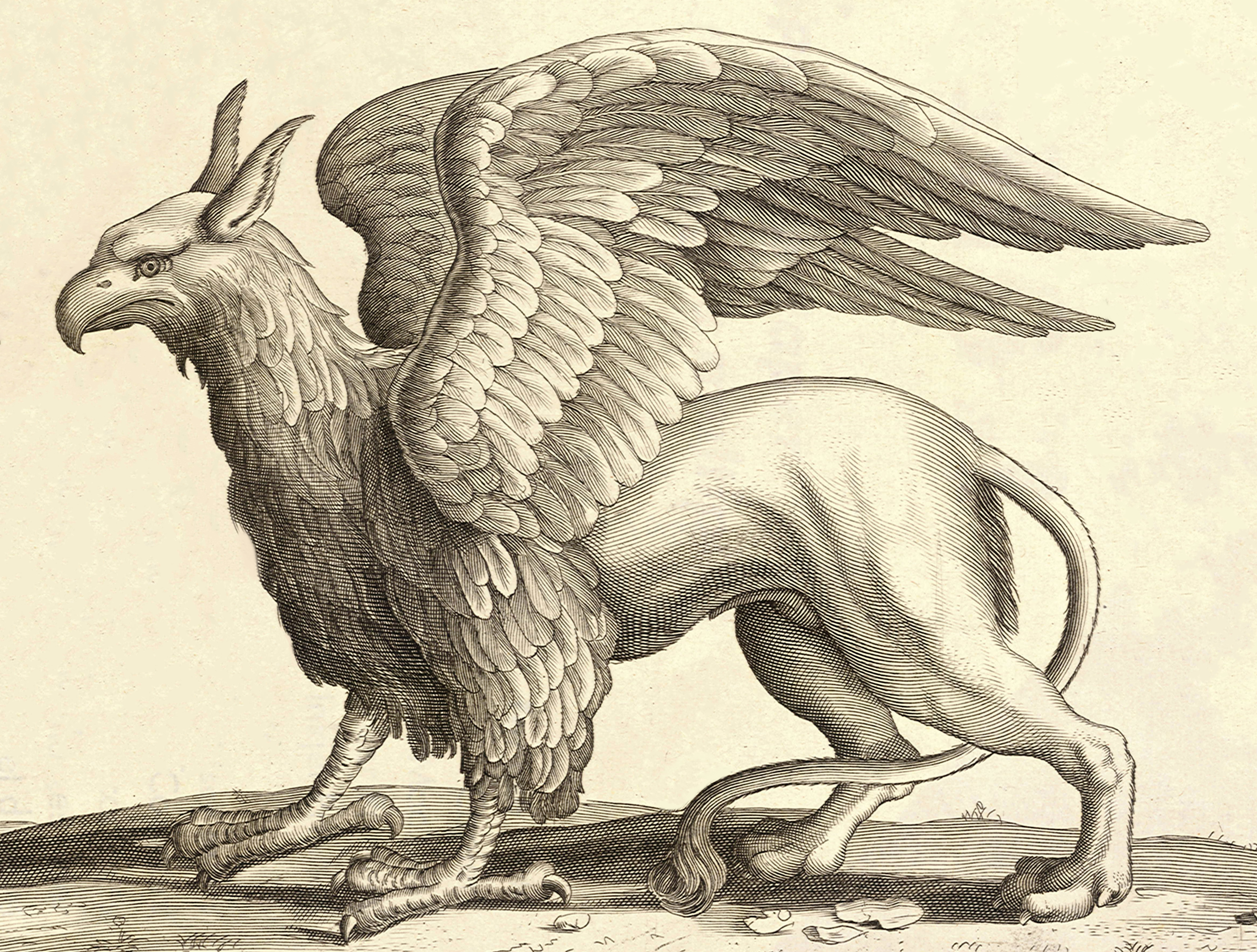
Grifo en un grabado del.

El grifo (griego: γρυφος, gryphos; persa: شیردال‌ shirdal, ‘león-águila) es una criatura mitológica, usualmente representada como un águila en la mitad superior del cuerpo y como un león en la mitad inferior.
Aunque representaciones de grifos o quimeras de león y ave rapaz pueden encontrarse en Mesopotamia y el Antiguo Egipto desde el 3500 a. C., la tradición narrativa sobre este animal fabuloso proviene de fuentes clásicas griegas. En ellas se relataba que los grifos eran una tribu de bestias como leones, con picos y alas de águila, que custodiaban ricos yacimientos de oro en las montañas remotas del norte. La historia del grifo pervivió durante toda la Edad Media, plasmada en bestiarios y obras afínes, y adquirió significaciones alegóricas tanto positivas como negativas. Su existencia comenzó a ser puesta seriamente en duda durante la Edad Moderna, hasta quedar hoy día relegada a la literatura fantástica, la heráldica y los emblemas.

## Origen del mito
Desde la cultura clásica, la tradición narrativa describe de los grifos como un tribu de bestias similares a leones, con picos y alas de águila, que custodian los ricos yacimientos de oro en alguna región de lo que hoy llamaríamos Asia Central (ver abajo). Una primera explicación de la leyenda ha consistido en desestimar al grifo como un híbrido imaginario compuesto de dos animales reales, el león y el águila. Otras explicaciones, en cambio, inciden en la posibilidad de que la historia del grifo haya nacido como un intento de describir a un animal real con el que se estaba poco familiarizado, como el jerbo estepario (que se esconde en la arena dorada y está siempre alerta) o el feroz mastín tibetano, o incluso que tenga su origen en el quebrantahuesos o el águila —lo cual resulta poco probable, habida cuenta de que griegos y romanos estaban familiarizados con las aves rapaces, tanto en su descripción física como comportamiento—. Por otra parte, la idea de que el grifo representa vagos recuerdos colectivos de reptiles voladores u otras especies prehistóricas extintas hace mucho tiempo resulta inviable al implicar, la mayor parte de las veces, que los humanos convivieron con los dinosaurios.

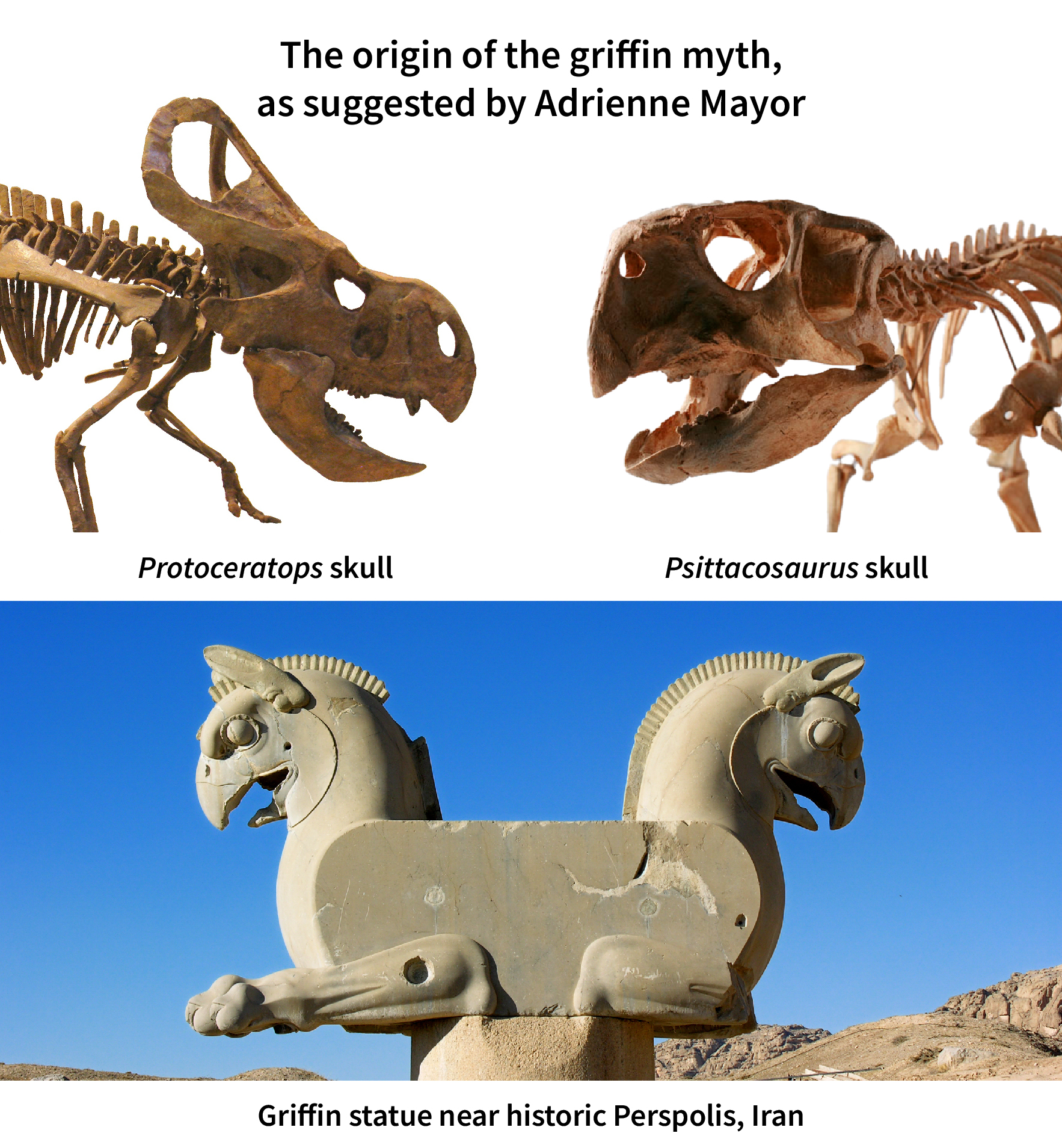
Comparación de grifos con esqueletos de ceratópsidos.

Una última alternativa consiste en que la leyenda del grifo nació de la observación de restos prehistóricos, no de animales vivos, teniendo en cuenta la frecuencia con la que los antiguos se encontraban con estos restos (al desenterrarlos o por la erosión) y especulaban sobre su origen. En 1848, el geólogo alemán Georg Adolf Erman situó este origen en los fósiles de rinocerontes y mamuts de la época glacial, hallados en Siberia, pero lo cierto es que ni la localización (la leyenda del grifo nació en Asia Central) ni la morfología (mamuts y rinocerontes carecen del rasgo característico de los grifos, el pico) añaden credibilidad a esta teoría, como demostró en 1962 el especialista en estudios clásicos J. D. P. Bolton. Según la investigadora del foclore e historiadora científica Adrienne Mayor, el grifo no es una quimera fantástica al estilo del minotauro o pegaso, puesto que no juega ningún papel importante en la mitología clásica y los detalles transmitidos por los autores clásicos son relativamente sobrios y mundanos, lo cual sugiere que la tradición sobre este animal debió haberse basado en algún aspecto real de la vida de los nómadas asiáticos. En este sentido, Mayor ha propuesto que la historia del grifo constituye «el primer caso documentado de un intento de visualizar un animal prehistórico a partir de sus restos fósiles». Concretamente, los antiguos nómadas escitas que extraían oro cerca de los montes Altái y Tian Shan de Asia Central habrían podido elucubrar la existencia de dicho animal después de encontrarse, semienterrados en la rojiza arena del desierto, con restos fósiles de Protoceratops, una especie de dinosaurio de cerca de dos metros de altura, con boca en forma de pico ganchudo, amplios huesos escapulares, cola larga y patas con pezuñas de varios dedos, cuya presencia en la región durante el Cretácico (c. 100-65 millones de años atrás) está atestiguada por descubrimientos paleontológicos modernos. La fama de «guardianes del oro» que tienen en el folclore isedonio-escita, tal como transmiten los primeros autores griegos, pudo haber derivado de la cercanía de estos fósiles a los yacimientos de oro, reforzada por las tormentas del desierto que transportaban pepitas del metal precioso a tales locaciones, además del comportamiento observado de las aves reales que recolectan objetos brillantes para sus nidos.

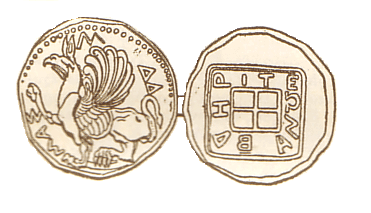
Grifo representado en el lado anverso de una moneda de la polis de Abdera, Tracia (c. 450–430 a. C.).

La hipótesis paleontológica de Mayor enfrenta, empero, varias dificultades. Según Lymer, la misma asume que el grifo se convirtió en un tema popular del arte griego solo después del primer contacto con los escitas, pero esta suposición contrasta con la evidencia histórica y arqueológica del arte de la Antigua Grecia o Asia central. Por otra parte, el paleontólogo británico Mark Paul Witton rechaza de plano la hipótesis sobre cuatro bases. En primer lugar, los fósiles de este dinosaurio se encontraron a varios cientos de kilómetros al este de los depósitos de oro aluviales más cercanos y aún más lejos de las antiguas minas escitias, por lo cual la conexión entre grifos y el oro no puede explicarse satisfactoriamente. En segundo lugar, las historias de Aristeas y otros escritores griegos están repletas de criaturas mitológicas, bestias imaginadas y fenómenos sobrenaturales, por lo cual nada fuerza a pensar que animales como el grifo deban tener una base en la realidad. En tercer lugar, la anatomía del grifo guarda una similitud puramente superficial a la del Protoceratops. Por ejemplo, en la mayoría de los grifos no encontramos ninguna estructura proyectando hacia atrás desde la región de la cabeza posterior, mientras que todos los Protoceratops tienen algún tipo de volante que se extiende posterodorsalmente desde la parte posterior del cráneo. El Protoceratops tampoco tiene patas con forma de león ni garras raptoriales, como sí lo tiene el grifo. Según Witton, la anatomía del grifo se explica mejor a partir de la combinación de características de especies modernas de aves y felinos. En cuarto lugar, Mayor ignoraría que el arte oriental anterior a Grecia y Aristeas ya había representado figuras quiméricas como grifos y que, además, lo había hecho mediante una variada iconografía (en cuanto anatomías, poses y comportamiento) que fortalece la hipótesis del grifo como animal mitológico y quimera de animales existentes.

## Arte antiguo

### Mesopotamia
Las primeras representaciones de animales quiméricos similares al grifo se dieron en Mesopotamia entre el 3500 y el 3100 a. C. En un cilindro sello datable de este periodo, desenterrado en Susa (Irán), se ha representado un cuadrúpedo con pico de ave y patas delanteras terminadas en garras, mientras que su melena, cola y patas traseras corresponden a las de un león macho. Sin embargo, esta quimera desaparece junto con la cultura elamita. Un pequeño cilindro sello de jaspe, también perteneciente al período de Uruk, ilustra una sucesión de pares de serpopardos entre cuyas colas enhiestas se ha dibujado un ave de presa con cabeza de león, mostrado de perfil, y dos alas desplegadas en forma de «V». Otro patrón dibujado a mano en una tablilla de arcilla del mismo periodo muestra a un cuadrúpedo con cabeza de pájaro y dos alas extendidas. Probablemente se estaba representando al dios de las nubes de tormenta en las mitologías de la época (Anzû o Imdugud).

Quimeras mesopotámicas del tipo grifo
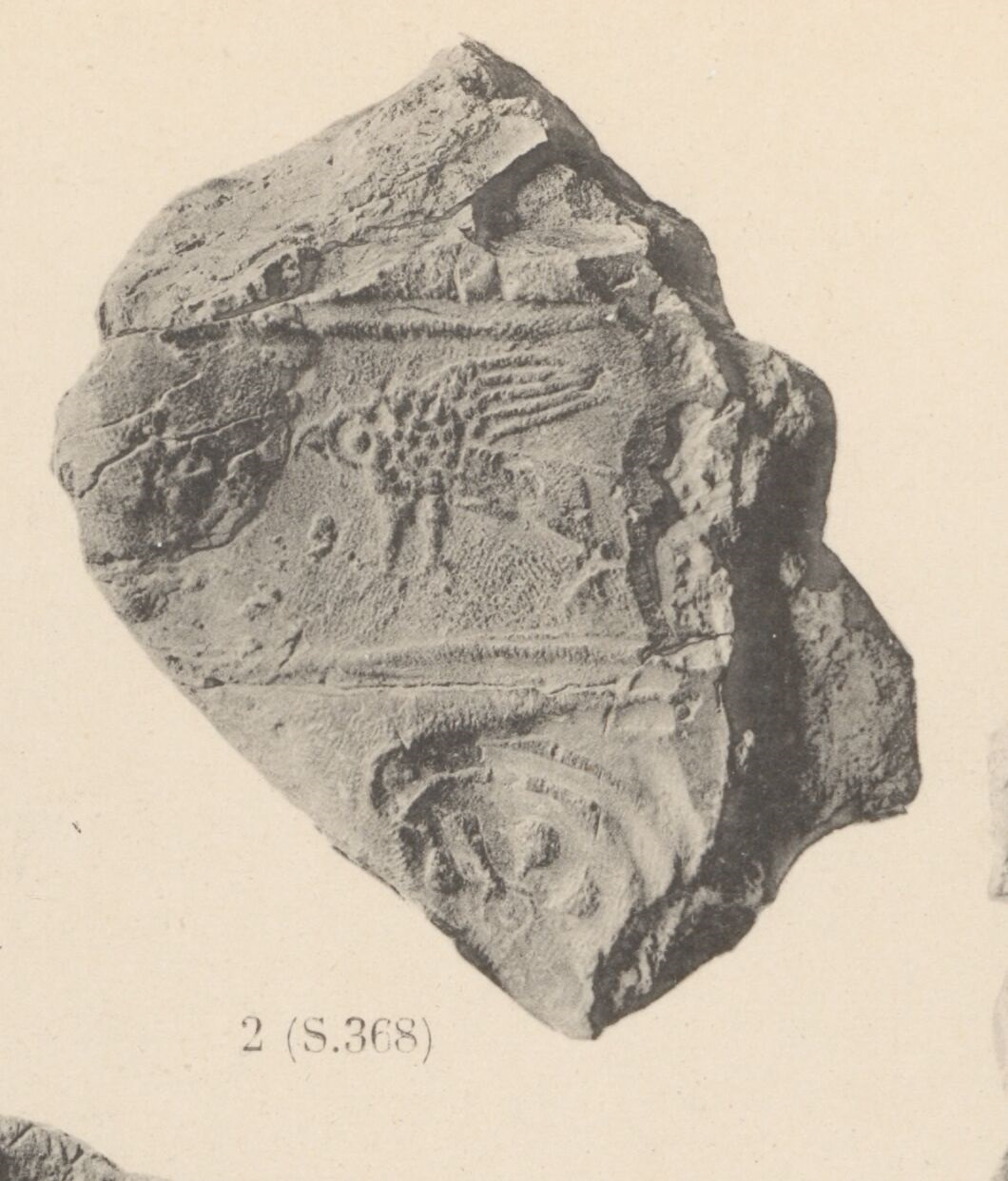
Grifo en impresión de sello. Susa (Irán), cuarto milenio antes de Cristo.
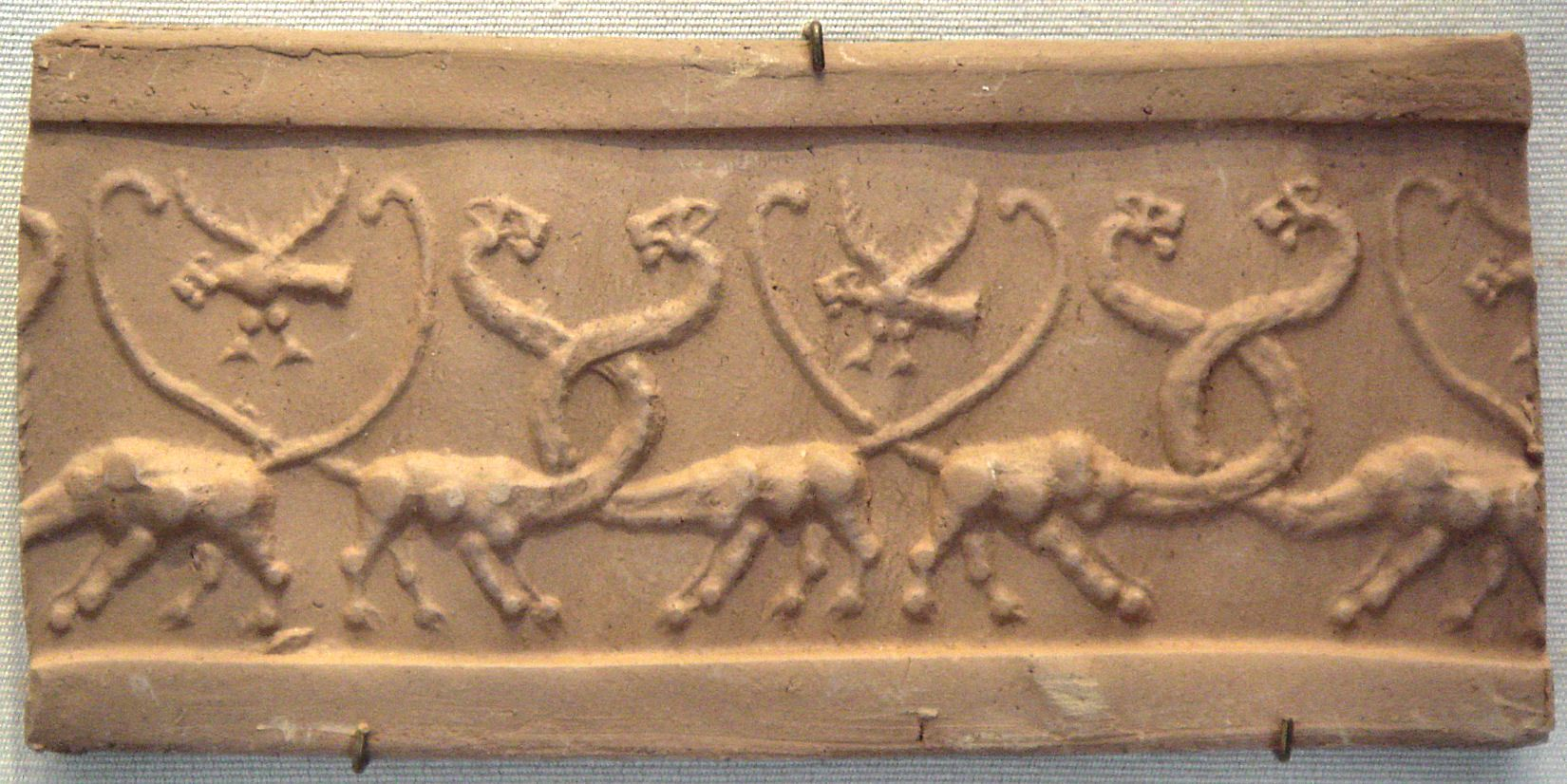
Serpopardos (leones monstruosos) y águilas con cabeza de león en la impresión de un cilindro sello de jaspe del Período Uruk (4100 a. C.-3000 a. C.).
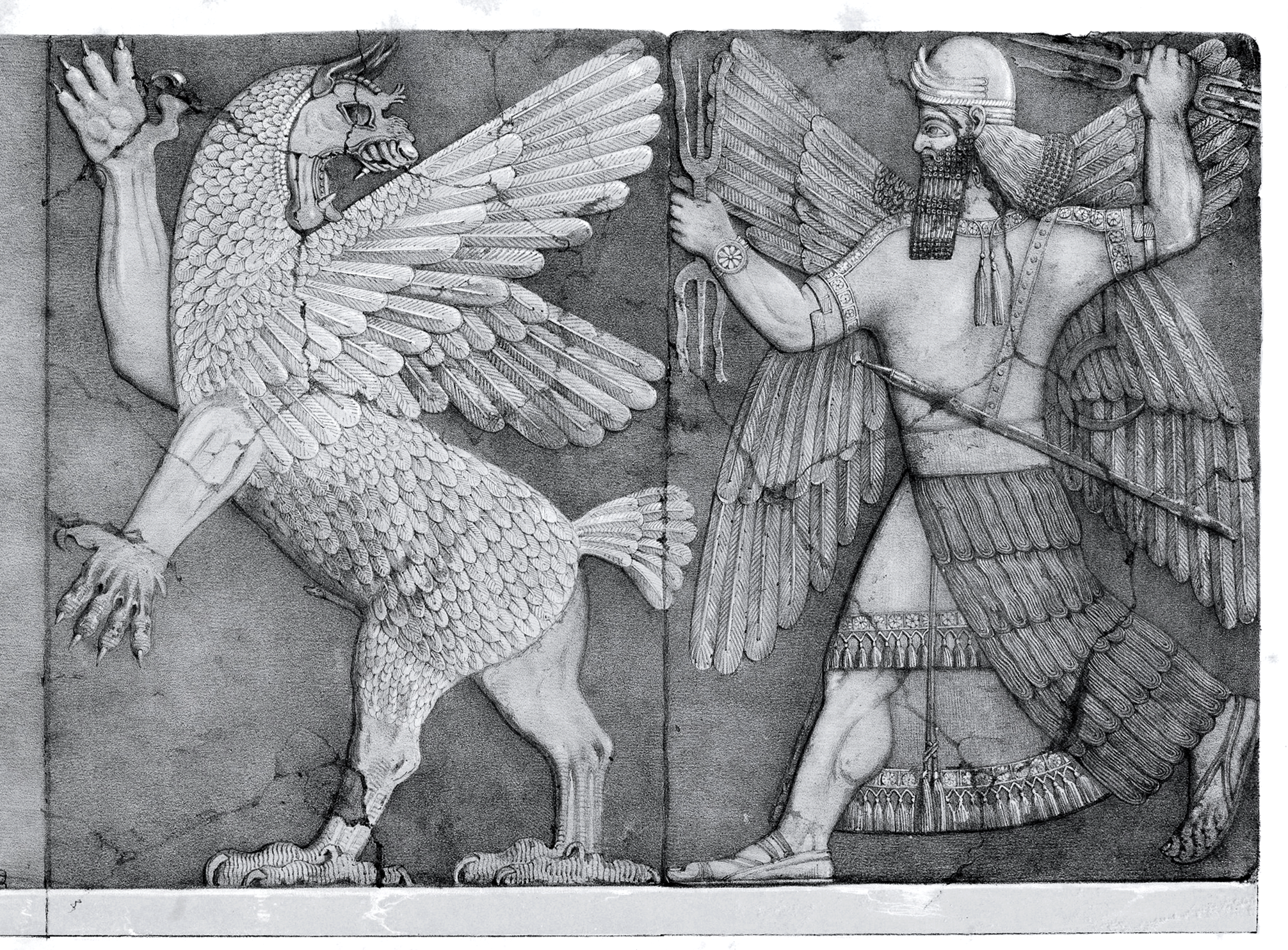
Ninurta (derecha) combatiendo a Anzû (izquierda), representado como una quimera león-águila. Templo de Ninurta, en Irak, siglo IX a. C.
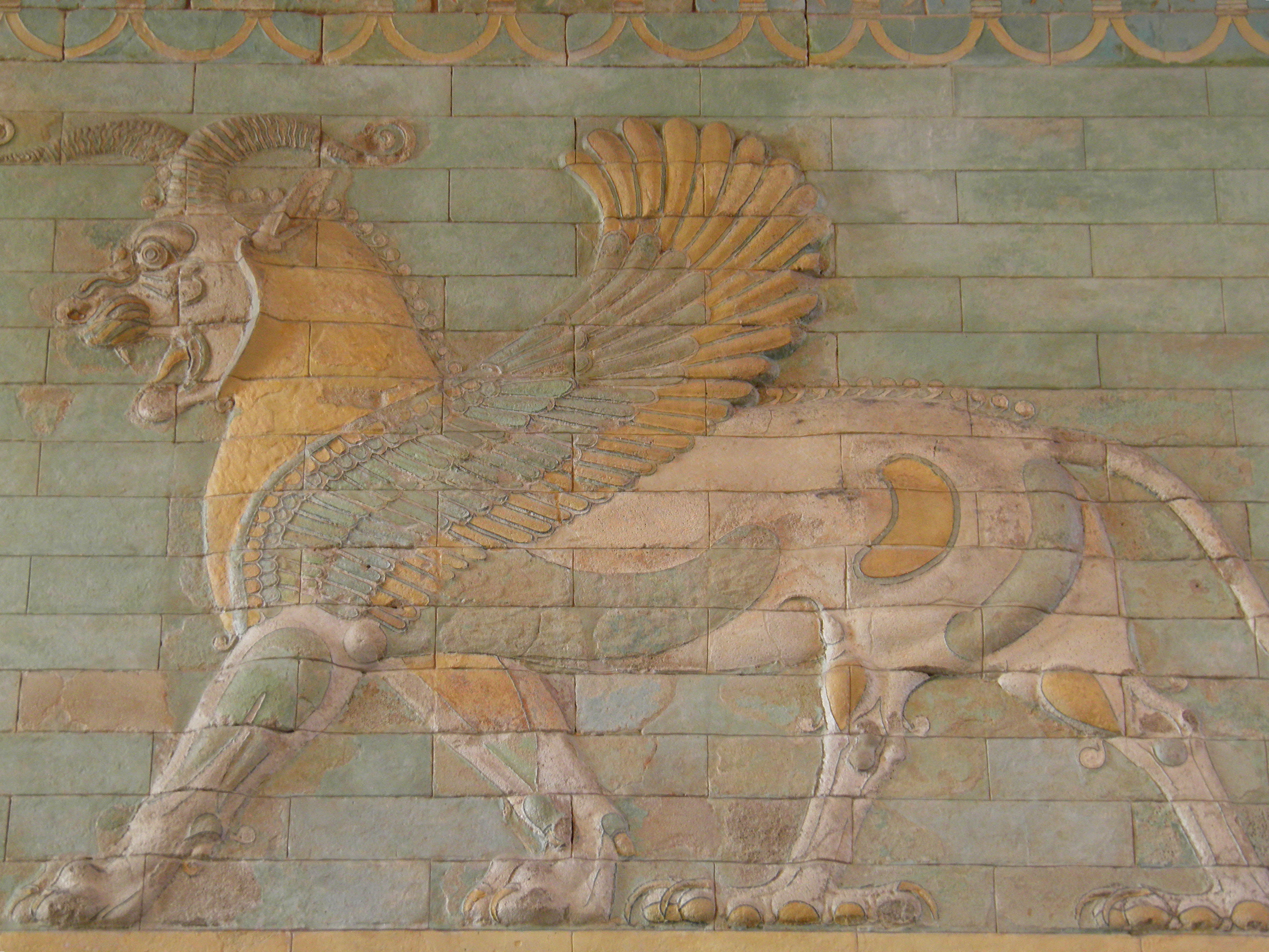
Grifo representado en un friso del Palacio de Susa, c. 510 a. C.

La imagen del grifo mesopotámico se diversifica gradualmente en diferentes formas, de modo que en los sellos acadios del 2400-2200 a. C. el animal tiende a mostrarse como una bestia domesticada y terrestre, en lugar de voladora. En la ciudad de Ngirsu se ha representado un águila con cabeza de león en una variedad de materiales, incluyendo alabastro, piedra y bronce, y esta quimera estuvo particularmente asociada con el gobernante de la ciudad antigua, Eannatum, transformándose en un símbolo del poder supremo. La célebre Estela de los buitres ilustra al dios Ninurta sosteniendo un centro en su mano derecha y el águila con cabeza de león en su mano izquierda. Esta asociación pervivió durante los primeros períodos babilónico y asirio, cuando la quimera también empezó a representarse en varios cilindros como un toro alado. En el templo de Ninurta (Irak), un bajorrelieve muestra a Anzû como un león cubierto de plumas de ave, alas extendidas, cabeza de monstruo y patas traseras de ave rapaz. Su presencia es conspicua tanto en el arte de Asiria como Mitani. Diversos cuadrúpedos alados, con formas de toros y leones, ornamentan también las paredes del Palacio de Susa, construido por Darío I en la época aqueménida de Persia.

### Asia central
En Asia central se han desenterrado objetos aqueménidas en los entierros de las primeras culturas nómadas desde Kazajistán y los Urales del Sur hasta Altái, entre ellos varios brazaletes de oro con acabados en forma de cabeza de animal: dragones, cabras aladas, leones y, también, grifos. En la tumba de un rey escita en Tovsta Mohyla (Pokrov, Ucrania) se ha encontrado un pectoral de oro datado en la segunda mitad del siglo IV a. C., de manufactura griega, que muestra tres caballos, cada uno de ellos siendo despedazado por dos grifos, así como una vaina de espada decorada con varias escenas de combate animal, entre ellas la de grifos atacando ciervos y caballos.

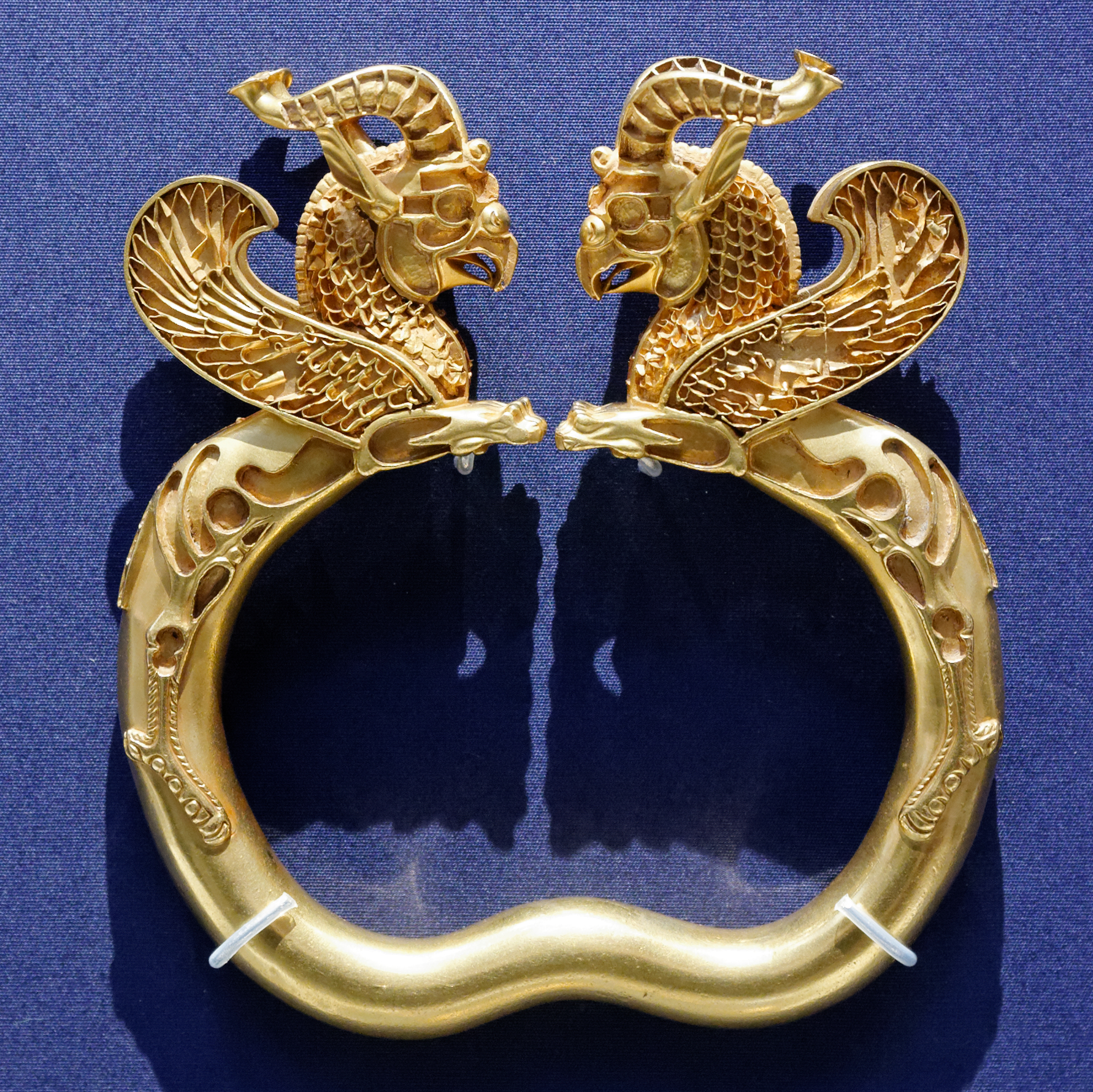
Brazalete de oro con acabados en forma de grifo en el Museo Británico.
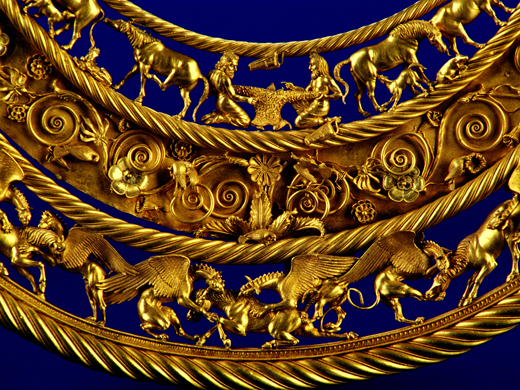
Pectoral dorado de Tovsta Mohyla, procedente de un kurgán real en Tovsta Mohyla (segunda mitad del siglo IV a. C).

En la región de Altái, las representaciones de grifos aparecen después del siglo V a. C. en la cultura arqueológica de Pazyryk (escitas orientales) y se derivaban, asimismo, de la Persia aquemenida. Aquí se asociaban principalmente con decoraciones colocadas en los trajes y equipos hechos para los caballos que eran sacrificados y depositados en prestigiosos entierros. Pero el motivo del grifo persa fue también adaptado por los Pazyryk para crear otra figura híbrida, con cuerpo de cérvido, cabeza rapaz y cuernos que terminaban en púas con cabezas de grifo, cuya iconografía fue utilizada en tatuajes personales que tenían una gran significación personal, social y espiritual.

### Egipto
Animales híbridos entre ave y cuadrúpedo fueron representados en el Antiguo Egipto desde el periodo predinástico y dinástico temprano. En Tell el Farkha, el delta oriental del Nilo, se ha encontrado una figurilla de más de 7 cm de largo con cuerpo felino y cabeza de pájaro, con pico de ave rapaz y, notablemente, brazos humanos, que data de dicha época. Otra figurilla, del periodo Naqada IIc, representa a un felino acostado con cabeza de pájaro. Animales compuestos similares aparecen también en bajorrelieves de la época. La Paleta de los dos perros, del periodo Naqada III, ilustra en el reverso y el anverso lo que parece ser una escena multitudinaria de cacería en la que los animales carnívoros atacan a diferentes herbívoros. Entre los animales atacantes se ha representado una criatura de cuerpo y patas semejantes a las de la pantera o el león, dotado de un cuello corto, un pico de un ave de rapiña y dos alas en posición frontal sobre el lomo. También del sitio antiguo de Hierakonpolis y de la misma época, el mango de un cuchillo de marfil está decorado con varios animales, entre ellos un grifo alado muy similar al de la Paleta de los dos perros, pero con la cola bajada y las garras de las patas delanteras más parecidas a las de un ave que a las de un felino. No es el único mango adornado con la misma temática animal. Otra daga de marfil con un posible grifo representado se encontró en la tumba de Abydos, aunque fragmentado. Mucho mejor conservado, el mango de Gebel el-Tarif (Naqada II) muestra una escena de cacería en la que participa un cuadrúpedo alado y con pico de ave que acosa por detrás a un carnero. Las figurillas, bajorrelieves y mangos de las dagas donde el grifo fue representado, lejos de derivar de un contexto diario y común, fueron objetos destinados a rituales reales y/o diseñados para el propietario con el fin de promocionar su poder y riqueza (o sea, funcionaron como símbolos de estatus). Sin embargo, no está del todo claro qué pudieron significar el grifo y otros animales híbridos (como el serpopardo) en este contexto. Es posible que, en el caso de la Paleta de los dos perros, representasen animales emblemáticos de las fuerzas del caos que el faraón se propone derrotar y someter, o en caso contrario, se presentan como animales que ayudan al faraón a suprimir el caos, al colaborar en la caza junto a otros depredadores.
Durante el Reino Antiguo, se desarrollan dos tipos de grifos: el de tipo hieracocefálico, con cuerpo de león y cabeza de pájaro, y el de tipo androcefálico, felino con cabeza humana, diferenciado de la esfinge por sus alas. Un relieve en el monumento funerario de Sahura, a orillas del lago Abusir, representa lo que puede ser grifo, ya que aunque faltan la cabeza y los hombros en el fragmento conservado, el animal tiene alas plegadas sobre su cuerpo. El grifo aparece pisoteando a algunas figuras humanas en el suelo y simboliza al faraón Sahura que somete a sus enemigos. Asimismo, fragmentos reconstruidos del relieve de un muro del templo solar en Abu Gurab muestran lo que parece ser una criatura con pico de ave y grandes alas levantadas. Una serie de animales parecidos a grifos son también representados en la calzada de Pepi II, ubicada en su templo mortuorio, aunque nuevamente el estado de conservación hace que esta identificación sea solo probable. Notablemente, todos estos animales compuestos fueron representados nada más que en tumbas reales, estando ausentes en la decoración de las tumbas de la élite u otro arte no real. Simbolizan al faraón vencedor frente a sus enemigos, un significado que mantuvieron hasta finales del Reino Medio.

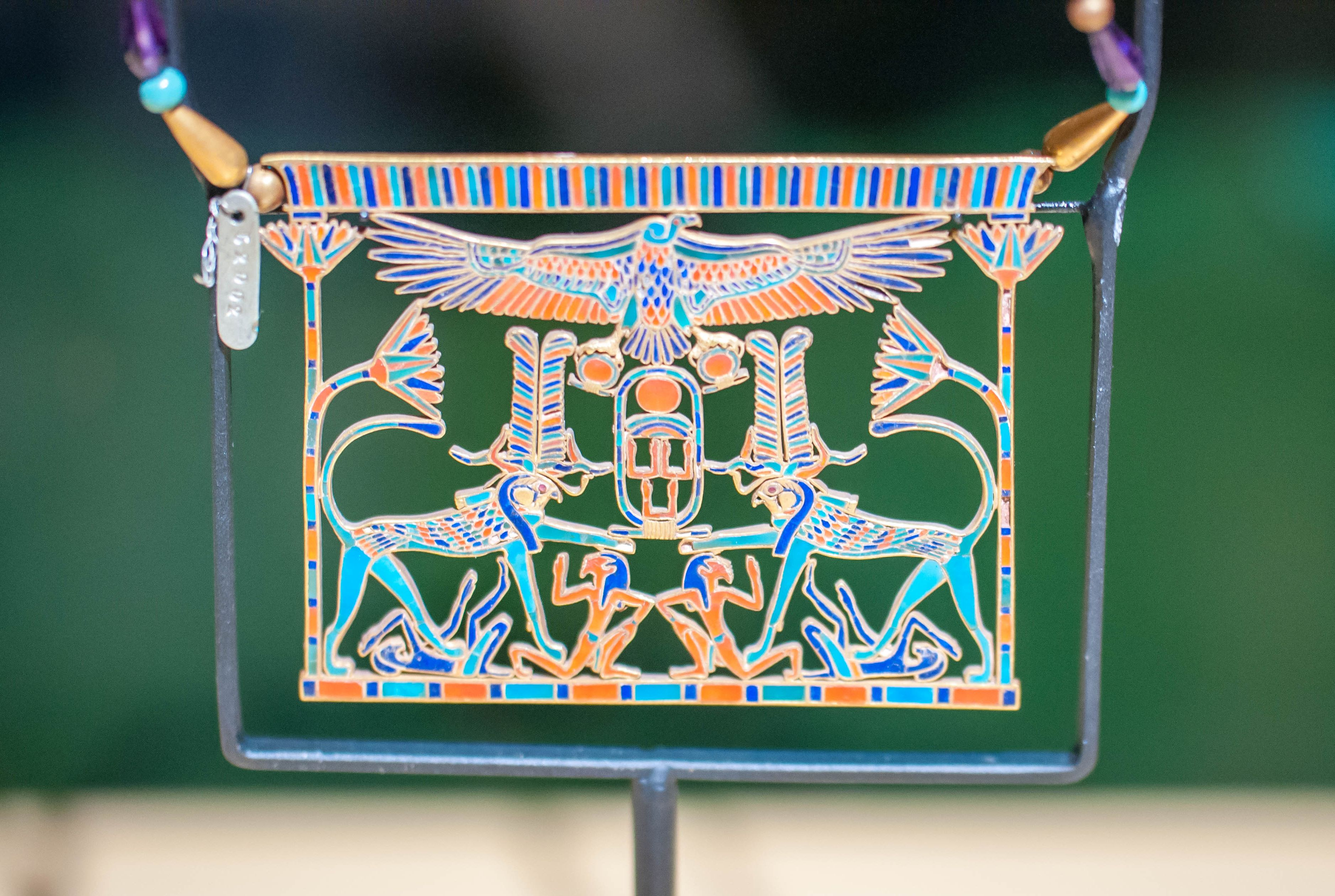
Pectoral de la princesa Mereret, mostrando dos grifos egipcios afrontados.

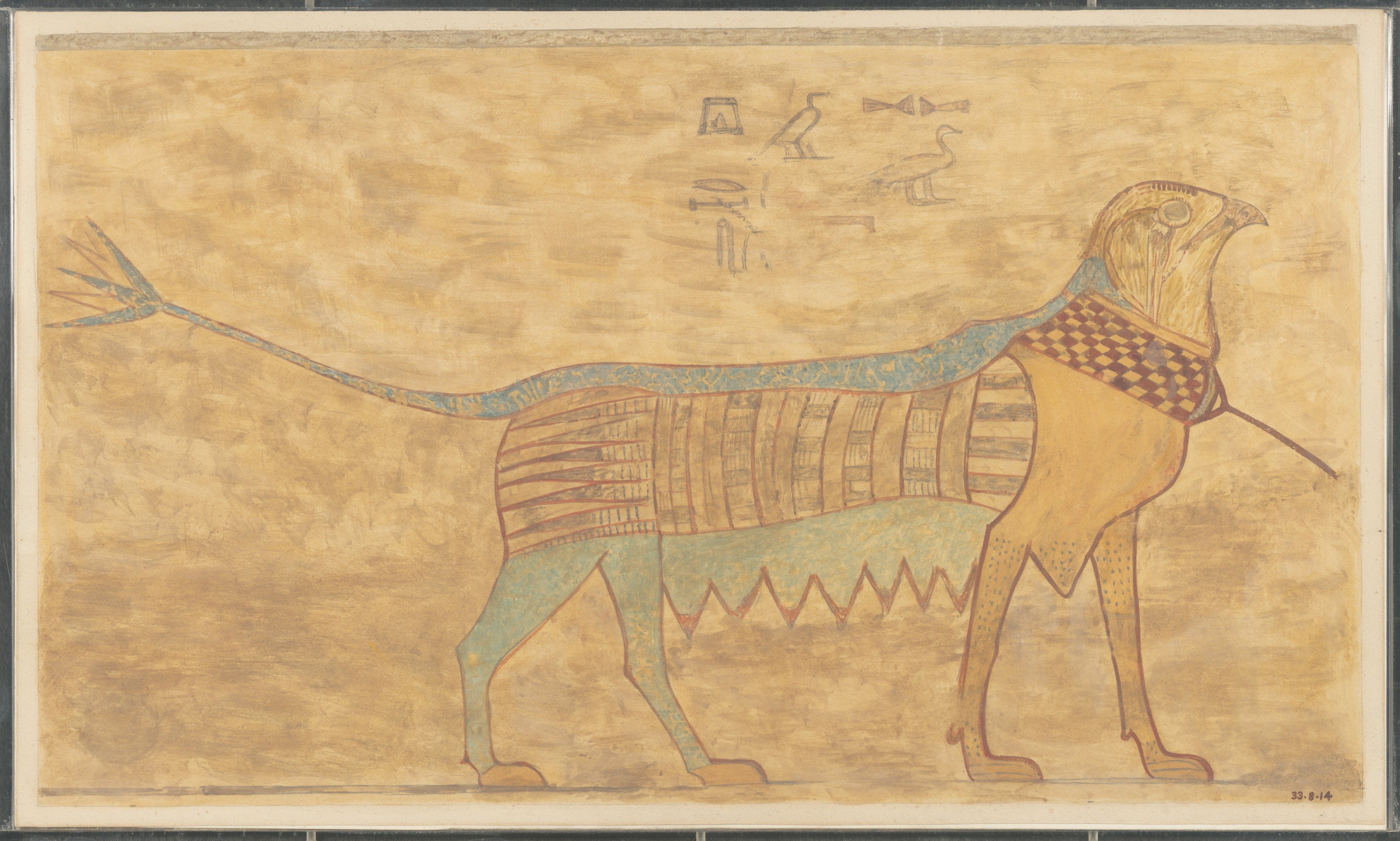
Quimera tipo grifo representado en la pared sur de la tumba de Kety.

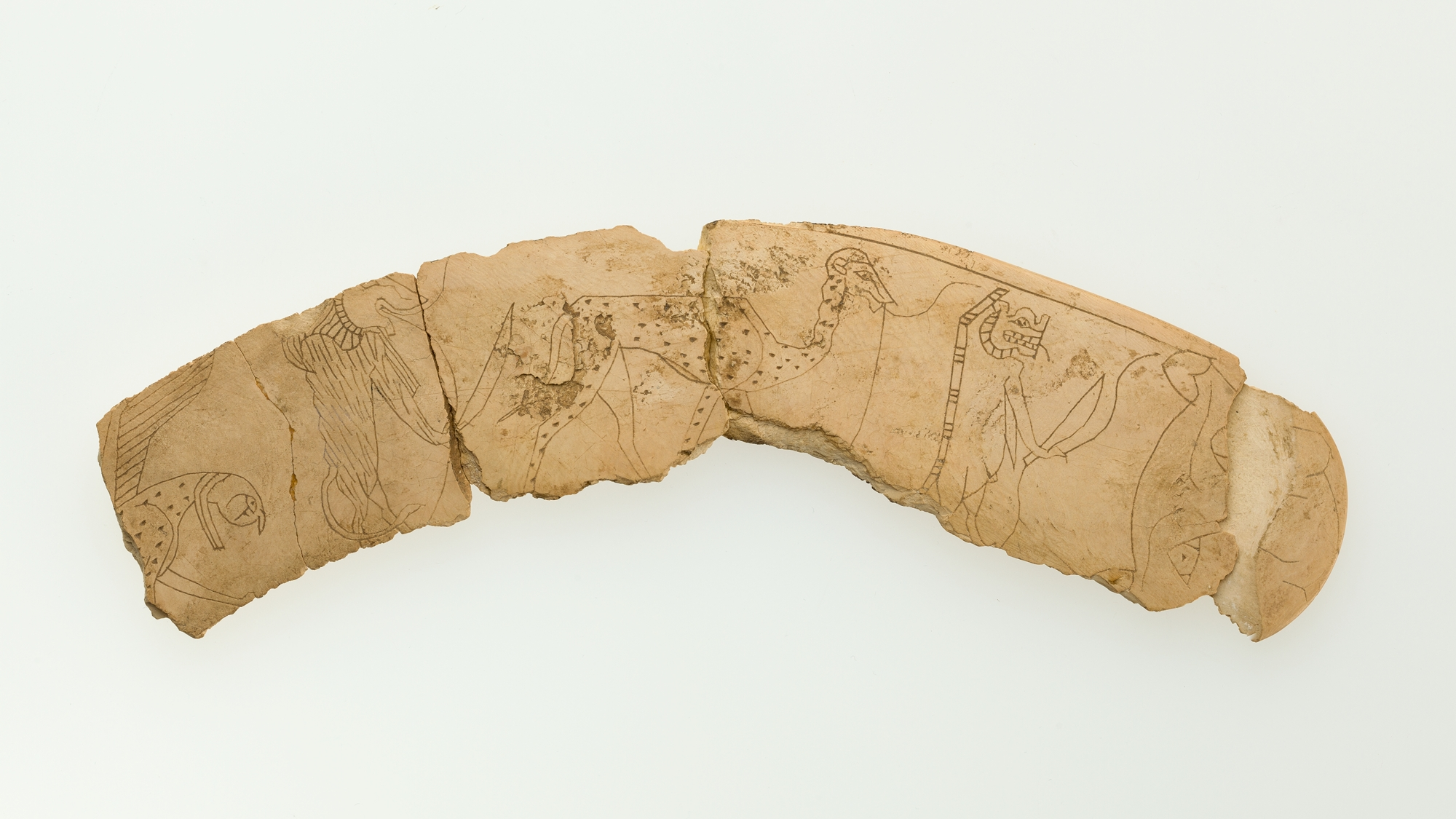
Fragmento de un bastón mágico del Reino Medio, donde puede apreciarse parte de una quimera tipo grifo en el extremo izquierdo.

Durante el Reino Medio, representaciones del grifo abundan en el arte privado. De la Dinastía XII o XIII data un colgante de plata formado por dos grifos simétricamente afrontados y con cuernos en espiral. Un pectoral o joya que perteneció a la princesa Mereret, hija de Sesostris III, muestra dos grifos con cuerpo de león y cabeza de halcón afrontados y pisoteando a los enemigos. En otro collar, también de la Dinastía XII, el grifo es representado de cuclillas junto a un animal de Seth, ambos con la cola levantada. Tampoco faltan durante el Reino Medio representaciones del animal en murales. Concretamente, en la tumba del nomarca Khnumhotep II (en Beni Hassan) se ha representado una escena de caza con un grifo de características peculiares: cuerpo delgado y moteado, cuello alargado e inclinado hacia abajo y alas en forma de «V», de entre las cuales brota una extraña cabeza humana. Murales en las tumbas de otros nomarcas del mismo complejo funerario de Beni Hassan también representan al animal. La imagen más elaborada está en la pared sur de la tumba de Kety; allí el grifo se representa con cuerpo felino y alas dobladas contra el cuerpo, cola estilizada, vientre dentado (probablemente para representar pezones) y cabeza de halcón, con un collar atado a su cuello, y las distintas partes de su cuerpo se han pintado de diferentes colores (verde, amarillo y azul). El talante de la representación parece implicar que la criatura es un animal doméstico que no puede hacer daño al egipcio. Las pinturas murales del complejo funerario de El-Bersheh, de la Dinastía XII, representan grifos también como animales cuadrúpedos con cabeza de halcón y, ocasionalmente, alas. Cuando aparecían en el contexto de escenas de caza, es posible que su propósito fuera el de estar al servicio del cazador en la persecución de los animales, lo que simbólicamente equivalía a la consecución del orden o maat. En cambio, a los grifos representados en bastones mágicos (también llamados «varitas» o «cuchillos») se les reconoce un claro valor apotropaico como apartadores del mal. A estos grifos, representados todos con las alas extendidas, a veces se les ha dibujado collar, en una posible referencia a que se consideraban animales domesticados y, por ende, no peligrosos, mientras que otros utilizan un peinado tripartito, colgando al lado del cuello de la criatura. Debe destacarse que las patas del animal se representan en todos los casos como felinas, lo cual marcará un contraste importante con la posterior representación occidental del grifo, en la que las patas delanteras generalmente se muestran emplumadas y terminando en garras de pájaro.
En el Imperio Nuevo, la figura del grifo pierde lugar ante la esfinge androcéfala, que pasa a ser desde ese momento la representación estandarizada del faraón. El nuevo tipo de grifo es preferentemente decorativo y se dibuja acostado, con cabeza de buitre adornada con un penacho, las alas bastante alargadas y extendidas junto a los flancos, con las plumas indicadas y separadas por una línea en zigzag, rizos que penden del cuello, colla enrollada sobre el muslo etc., mientras que en el cuerpo leonino varias incisiones a los lados evidencian la idea de movimiento.

### Grecia

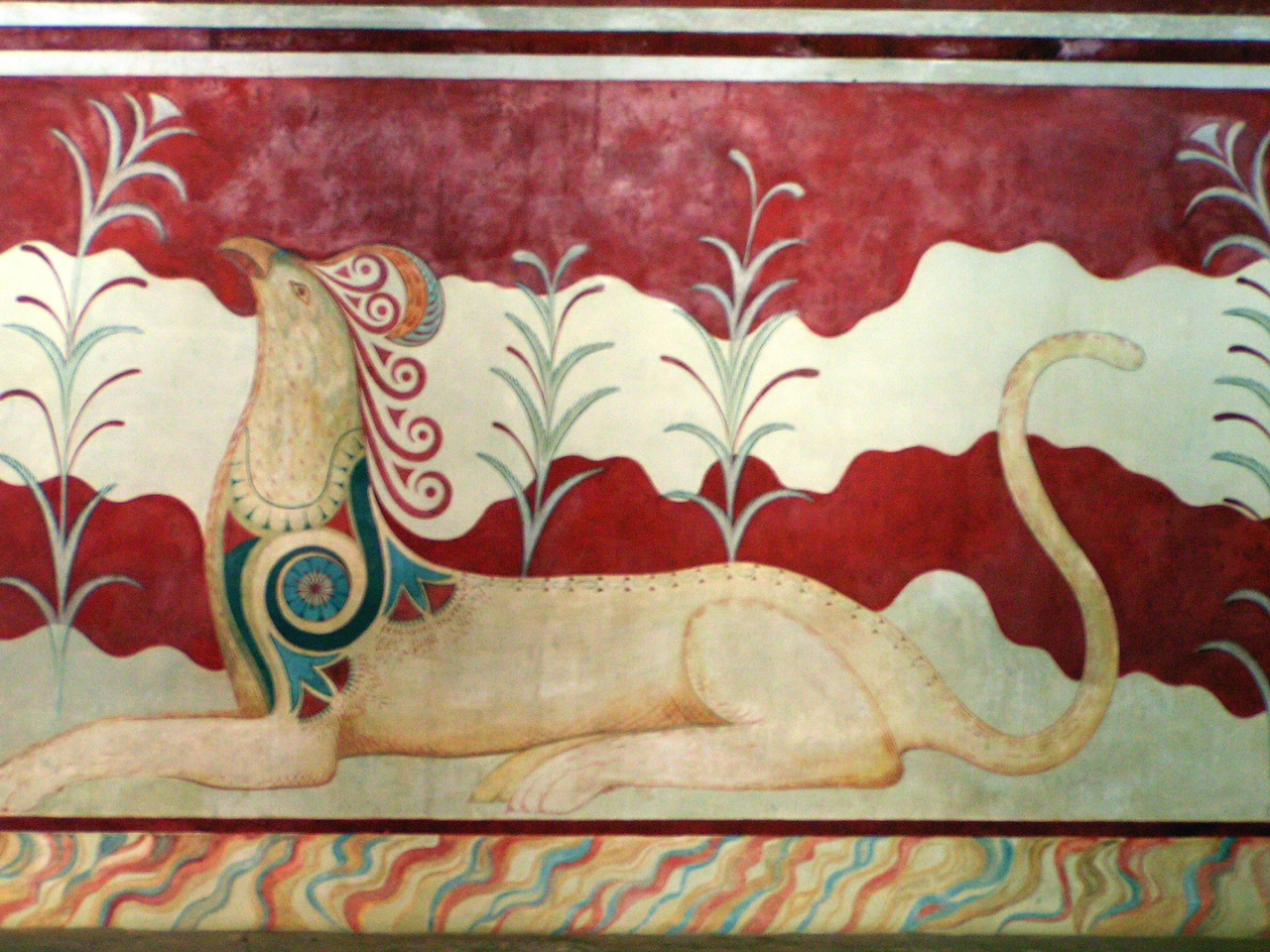
Grifo minoico sin alas en un fresco restaurado de la Sala del Trono, Palacio de Cnosos.

En el arte de la civilización minoica, en la antigua Creta, el híbrido tipo grifo aparece representado en los sellos de Zakro y diversos frescos palaciales. En la Sala del Trono del Palacio de Cnosos, la entrada al santuario interior (pared oeste) estaba flanqueada por grifos sin alas y con crestas curvas hacia abajo, pintados sobre un entorno nilótico de juncos de papiro, un suelo y bandas horizontales onduladas rojas y blancas, mientras que los grifos que flanquean el trono en la pared norte parecen tener sus alas desplegadas. Se encontraba asimismo representado en varios frescos de la Sala del Trono del palacio micénico en Pilos. Allí se ha podido reconstruir la cabeza rapaz de un grifo, con crestas en espiral hacia arriba y un ojo negro muy delineado, así como la parte inferior de su cuerpo leonino. Es posible también que al menos un par de grifos y leones estuvieran en una pose heráldica frente a un árbol o columna en uno de estos frisos. No hay duda, entonces, que la quimera tipo grifo se trataba de una parte fija de la cultura egea universal de finales de la Edad del Bronce. Entre las varias semejanzas estilísticas entre los grifos de Cnosos y los grifos de Pilos, destaca particularmente la falta de alas, puesto que esta característica es extremadamente rara en el arte egeo y solo vuelve a aparecer en el borde interior de un cuenco de origen cicládico, encontrado en la tumba del pozo Heládico Medio II de Egina. Cabría sospechar entonces la influencia oriental y egipcia, donde el motivo del grifo sin alas es más común.

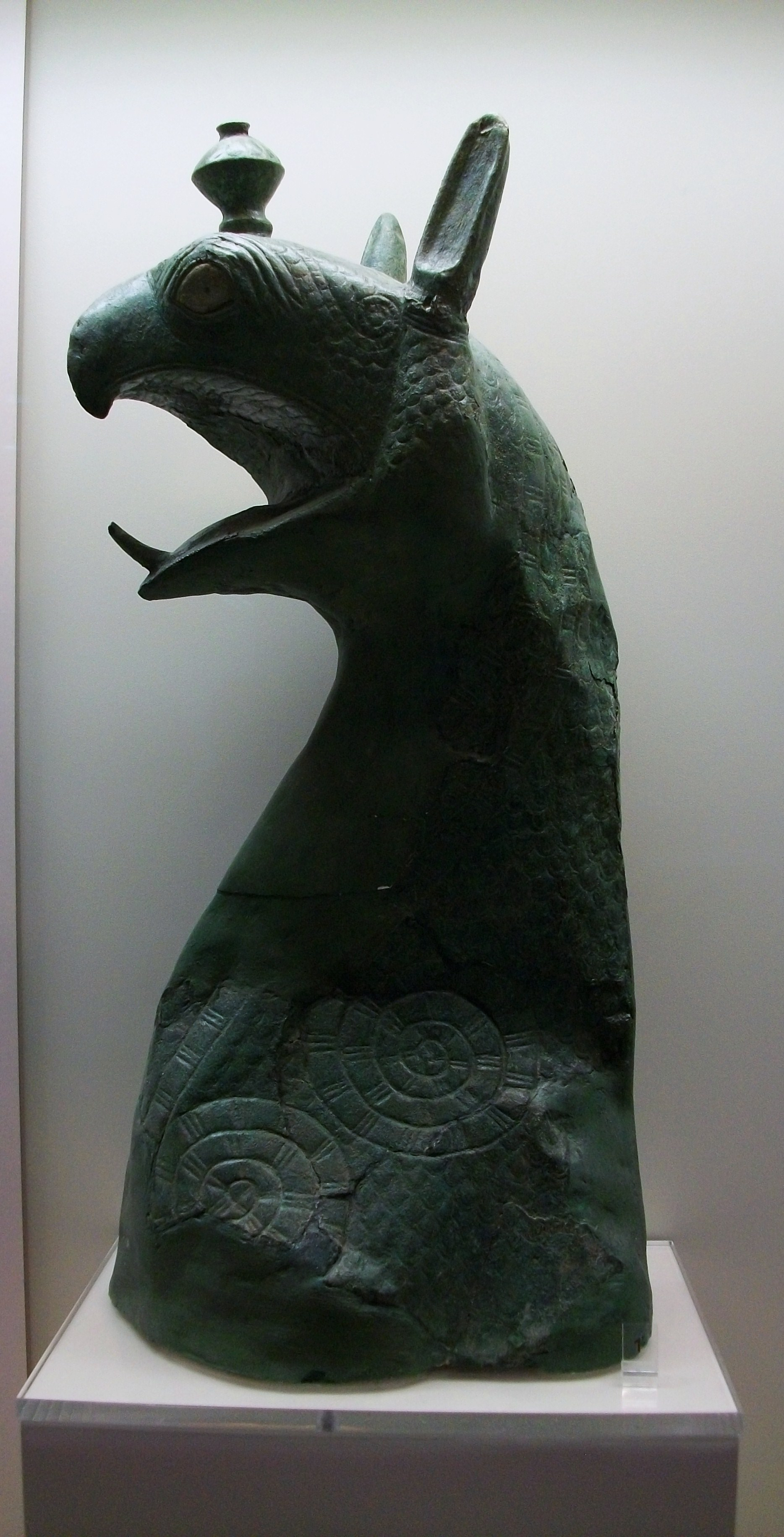
Prótomo en forma de grifo, segunda mitad del Museo Arqueológico de Olimpia.

Durante la Época arcaica, el grifo tiene cuerpo de león y cabeza de rapaz, con orejas puntiagudas y un pico afilado, y a veces con una perilla que sobresalía de su frente. Además, el pico abierto, la protuberancias en la frente y el cuello escamoso o crestado parece configurar una representación primodialmente naturalista de un animal al que se concibe ligado a la tierra, en lugar de volador. Los grifos desempeñaron en este contexto un papel primordialmente ornamental, sobre todo cuando sus cabezas se utilizaban como adornos sobresalientes (protomos) de los calderos de bronce o se decoraban vasijas con sus figuras. Dichos protomos de grifo se han atestiguado también en santuarios como Olimpia, Delfos y Samos durante el siglo VII a. C., lo cual sugiere una conexión ritual-religiosa. Se ha sostenido que su morfología general se deriva de las susodichas tradiciones más antiguas de Medio Oriente y Asia Menor, con las cuales los griegos de este periodo se familiarizaron gracias a sus contactos comerciales. En ese sentido, las orejas de caballo, la perilla en la frente o el pico abierto con lengua sobresaliente serían elementos compartidos con las representaciones de grifos orientales, como en el relieve de Ankara, pero otros analistas del arte sostienen que los protomas griegos no parecen haberse inspirado en sus contrapartes orientales exactas con la misma función. Lo cierto es que, hacia el siglo IV a. C., la ya asentada tradición narrativa acerca del grifo fue profusamente representada en la decoración de los jarrones griegos, particularmente la cerámica ática de figuras rojas, en la que se han pintado grifos combatiendo con arimaspos vestidos de ropas éxoticas.

## Época clásica

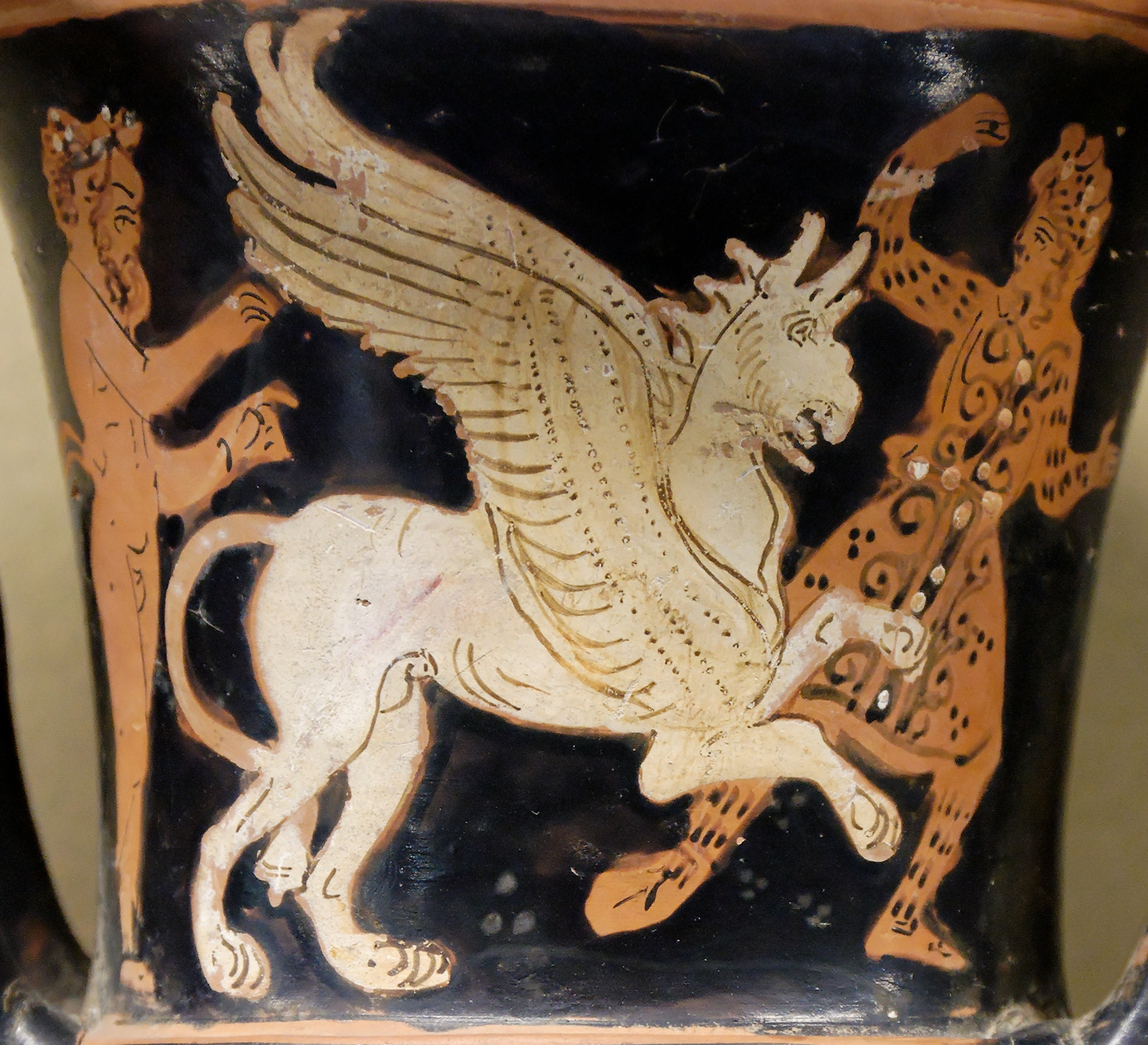
Grifo combatiendo a un arimaspo en una vasija ática de figuras rojas (c. 375-350 a. C., Eretria).

La primera mención narrativa del grifo proviene del aventurero y escritor griego Aristeas de Proconeso, quien en un poema titulado Arismapeas (c. 675 a. C.) relataba que él mismo, poseído por Febo, llegó hasta los isedones y que más allá de estos habitan los arimaspos, un pueblo de personas de un solo ojo que tratan de robar el oro a los grifos que lo custodian. El poema no se ha conservado, pero los autores clásicos lo conocieron y atribuyeron sus noticias del grifo a Aristeas. El primero de ellos fue Esquilo, en cuya tragedia Prometeo encadenado (460 a. C.) —ambientada en la desolada Escitia—  exhorta a guardarse de los grifos, «perros de Zeus de afilado hocico que no ladran», señalando así su naturaleza híbrida entre cuadrúpedo y ave. Una segunda referencia proviene de Heródoto (484 a. C.), que afirma que el «norte de Europa» es abundante en oro y los arimaspos se lo roban a los grifos, los cuales custodian celosamente el metal precioso. En otro pasaje, el historiador señalaba que Escilas, rey escita, tenía su mansión adornada con «esfinges y grifos». Tanto Esquilo como Heródoto designan al animal utilizando la palabra gryps (γρυψ), probablemente derivado de grupos, que significa «enganchado», lo cual evocaría el pico del grifo. Por su parte, el comediógrafo Aristófanes habla de ellos como «águilas-grifo» (grypaietoi).

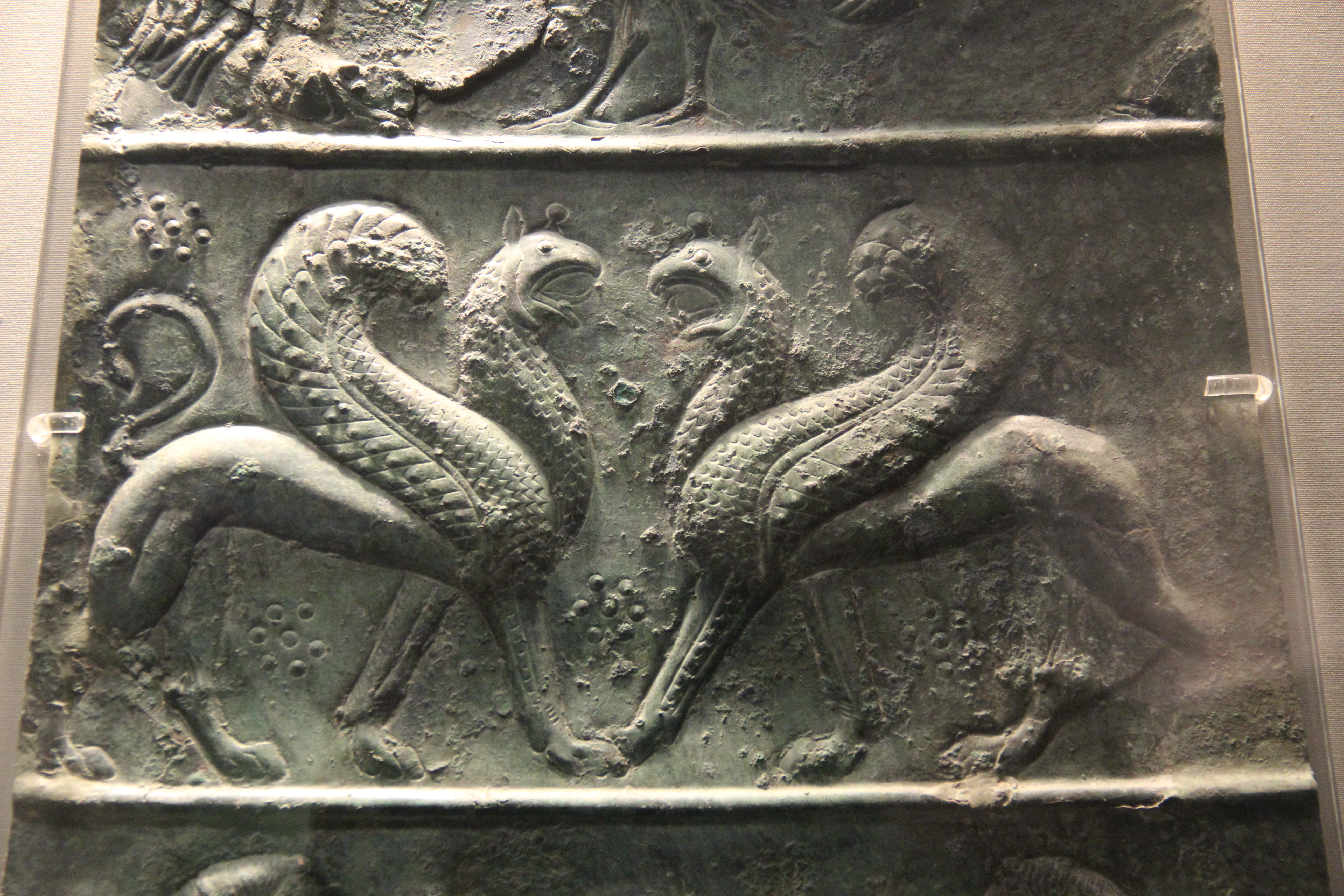
Dos grifos afrontados en una lámina de bronce del santuario de Olimpia, hacia el 600 a. C. Museo Arqueológico Nacional de Grecia.

Coetáneamente, Ctesias de Cnido proporcionó nuevas noticias del animal en su Historia de la India, según conocemos por las citas posteriores de Focio (c. 820 d. C.); de acuerdo con Ctesias, el oro asiático era de difícil acceso porque se encontraba en altas montañas habitadas por grifos, una raza de pájaros de cuatro patas tan grandes como lobos, con patas y garras de león y un plumaje de dos colores: rojo en el pecho y negro en el resto del cuerpo. En uno de los versos de sus Bucólicas, el poeta romano Virgilio (70 a. C.-19 a. C.) afirmaba que en la época venidera «los grifos se juntarán ya con los caballos», lo que en el siglo IV fue comentando por Servio señalando la hostilidad originaria que existía entre ambos animales, probablemente motivada por el hecho de que los caballos eran la montura tradicional de los arimaspos que intentaban robar el oro de los grifos. El geógrafo romano Pomponio Mela (c. 43 d. C.), en su Corografía, describe a los grifos como «una cruel y obstinada razas de fieras» y se limita a repetir las noticias acerca de su actitud hostil hacia los buscadores de oro: «aman admirablemente y guardan admirablemente el oro extraído de lo más profundo de la tierra y son hostiles a los que intentan tocarlo».

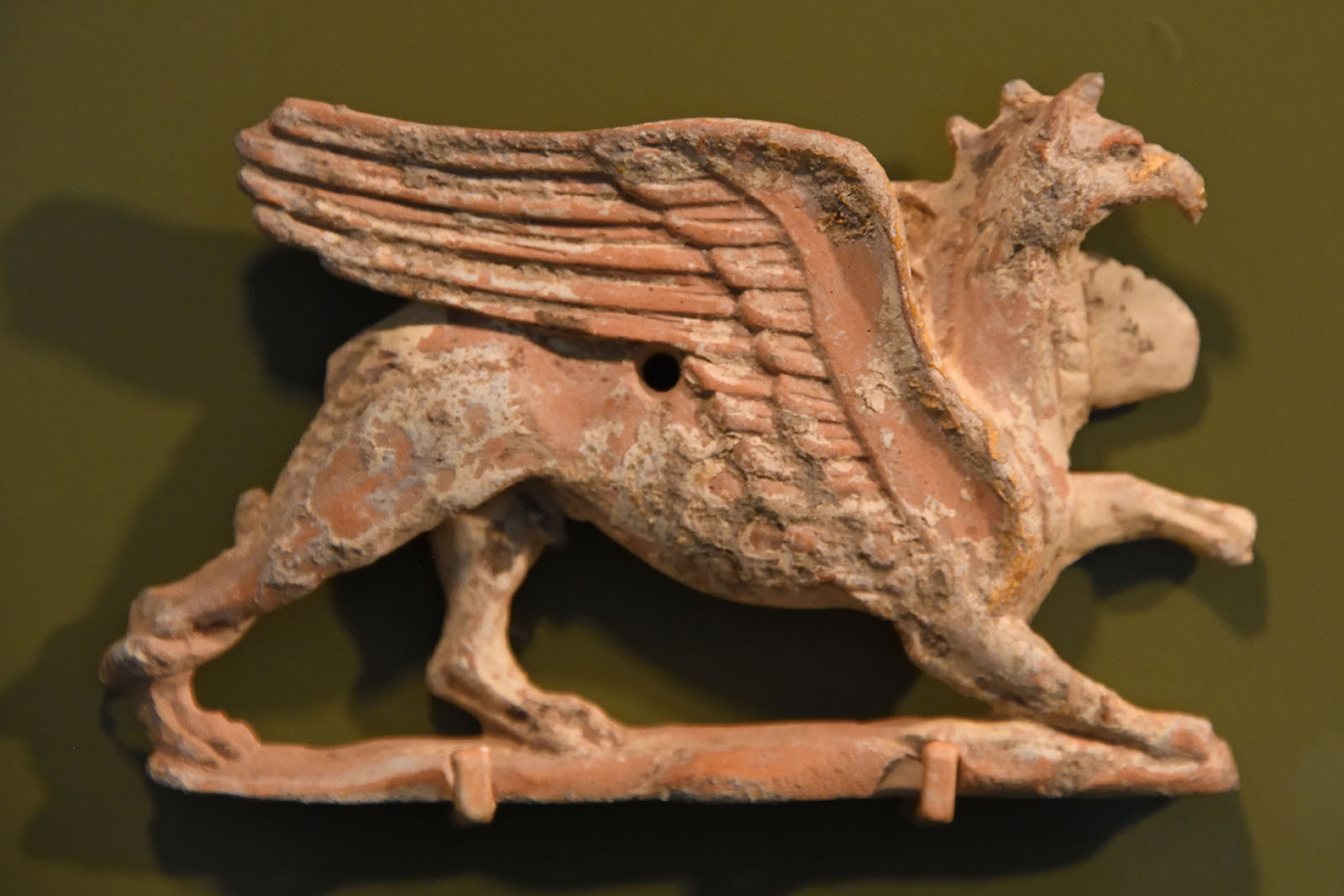
Grifo de terracota encontrado en un sarcófago de madera, en Taranto (Italia), c. 325 a. C.

En el siglo I d. C., la Historia natural de Plinio el Viejo añadió novedosos datos sobre el animal, al señalar que el grifo posee «alas» y «orejas», además de un «pico ganchudo», y que construye sus nidos escarbando en la arena aurífera. La importancia del testimonio de Plinio radica en que estos rasgos son definitorios del arte visual del grifo. Por su parte, el geógrafo Pausanias (c. 110-180) describe a los grifos como animales semejantes a leones, pero con alas y pico de águila. La afirmación de Pausanias de que donde habitan los arimaspos el oro aparece cerca de la superficie de la tierra o incluso sobre ella recuerda al hecho, señalado por Plinio, de que los grifos escarban oro al cavar sus madrigueras. En torno a la misma época de Plinio, se decía que el sabio Apolonio de Tiana había recorrido Asia y agregado nuevos detalles importantes, los cuales conocemos gracias a su biógrafo Filostrato (c. 160/170-c. 249). De acuerdo con estas noticias, el grifo es un animal dotado de un «fuerte pico», que le sirve para extraer oro de las rocas del suelo, y prominentes «alas», con las que aventaja a los leones, si bien estas alas no serían más que membranas palmeadas que le permiten planear, dar pequeños saltos y combatir desde el aire, de modo que vuela «a la manera de las aves de vuelo corto». En tamaño y fuerza se parece a los leones, pero supera a estos en combate y es superior incluso a elefantes y dragones, aunque no tan rápido como el tigre, que le resulta insuperable dado que su rapidez «lo equipara a los vientos». Por último, Filostrato añade que los grifos habitan en la India, donde se les venera como consagrados al Sol.

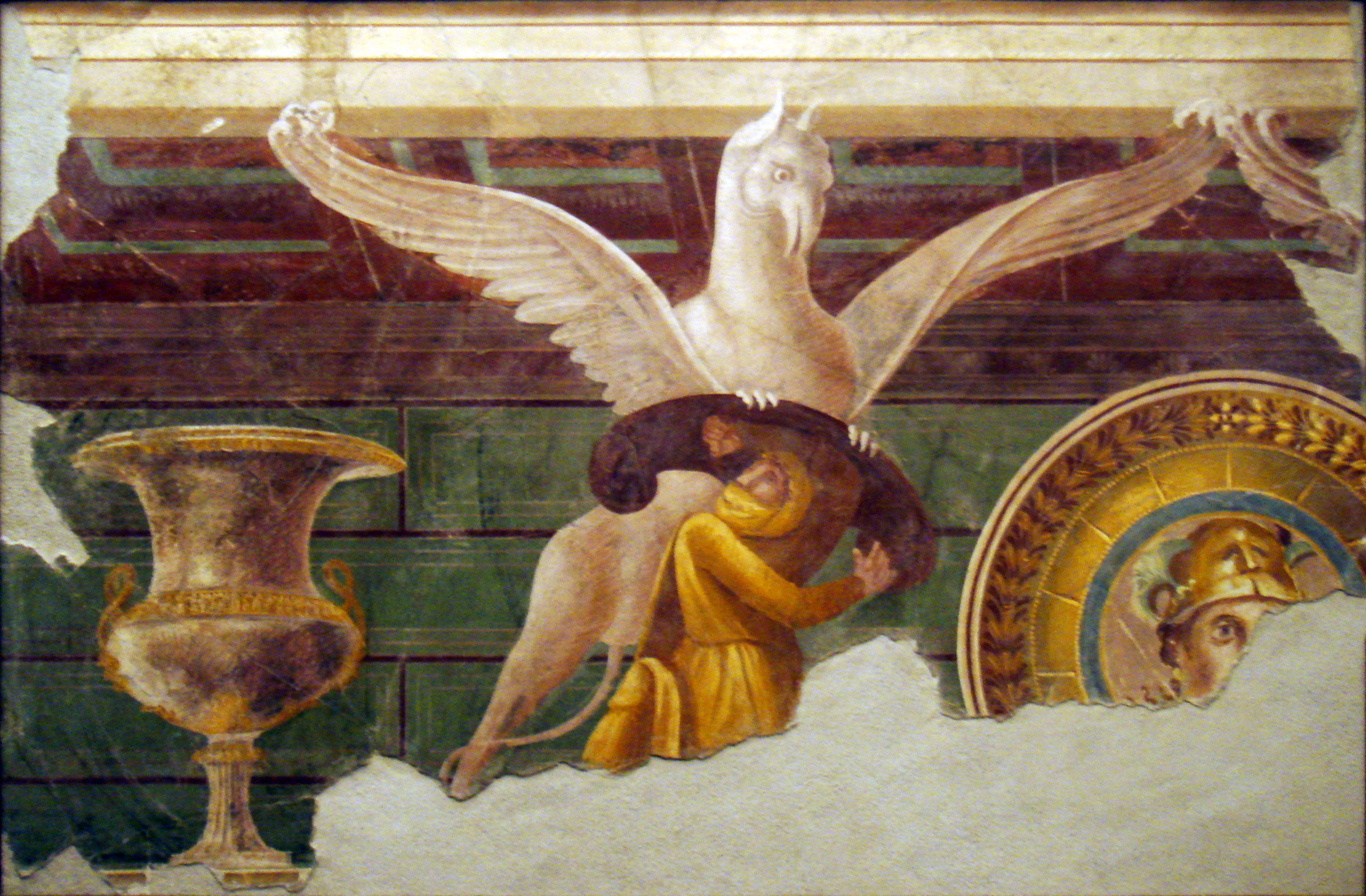
Grifo contra un arimaspo, en un fresco reconstruido de la villa de Pompeya del

Claudio Eliano (c. 175-c. 235), en su obra Sobre la naturaleza de los animales, describe al grifo como un cuadrúpedo con garras poderosas y semejantes a las de un león, provisto de alas  blancas, plumaje negro en el lomo y rojo en su pescuezo, que construye su guarida en los montes y solo puede ser capturado de joven, aunque no se enfrenta ni al león ni al elefante. Cita a Ctesias, quien habría referido que el pescuezo del grifo está adornado con plumas de azul oscuro, que su pico es parecido al del águila y su cabeza como la que los artistas pintan o esculpen; los ojos del grifo serían ardientes como fuego. Eliano sitúa al grifo en una región «terriblemente desierta» de la India y le atribuye, a partir de lo que le han contado los bactrios, una explicación más natural y racional a su celo por el oro: los grifos no desentierran el oro con el fin de atesorarlo codiciosamente, sino para utilizarlo en la construcción de sus nidos, de modo que su ataque a los bactrios que van en busca del mineral tiene como objeto proteger a sus propias crías. Varios elementos del relato de Claudio Eliano, como la excavación de oro o la localización india del animal, recuerdan a la historia de las hormigas excavadoras de oro que Heródoto sitúa al norte de Cachemira (India), lo cual ha llevado a algunos investigadores a sospechar que esta última pueda tratarse de un doblete o una versión confusa de la tradición sobre los grifos guardianes del oro. Poco después, Solino insistía en caracterizar al grifo como un «ave ferocísima» y «cruel» que despedazaba a todos aquellos que incursionaran en las tierras de la Escitia asiática, abundante en oro y piedras preciosas como la esmeralda: «los arimaspos combaten con estos animales por tomar las piedras preciosas». Servio, también en el siglo IV, acotó una interpretación simbólica por la cual el poder del dios Apolo es triple y, además de la lira y las flechas, el grifo lo representa como divinidad también terrena.

## Edad Media

### Naturaleza y descripción

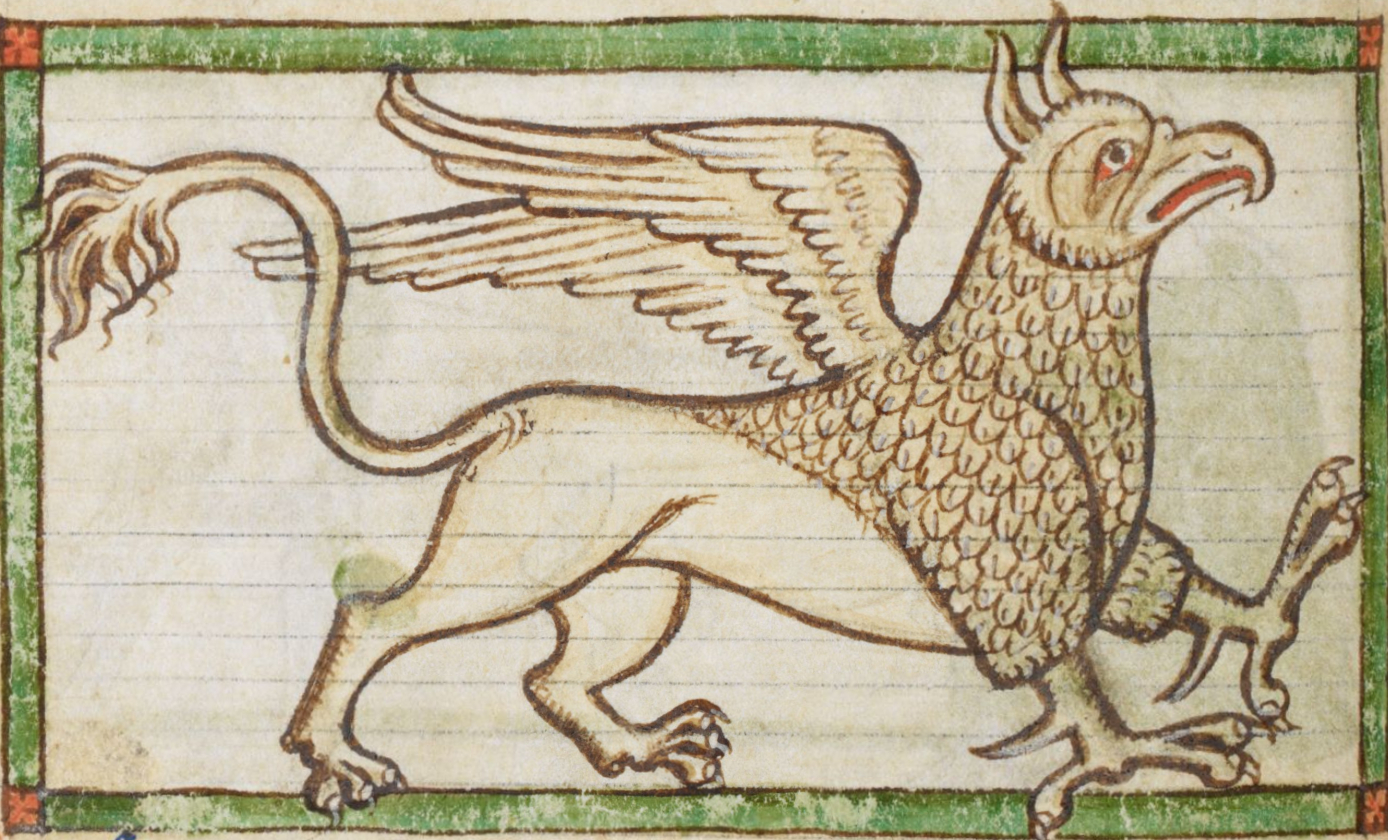
Miniatura de un grifo en el bestiario Harley (MS 3244, ff. 36r-71v).

En la Edad Media se consolidó la descripción del grifo como un animal cuadrúpedo y alado, con cuerpo de león, pero cabeza y alas de águila. El polímata Isidoro de Sevilla, en sus célebres Etimologías, afirmaba que estos animales son «leones en el conjunto del cuerpo, pero en las alas y el rostro se asemejan a las águilas», una descripción que repitió al pie de la letra Beda el Venerable. Muy similar a ella fue la que luego recogiera Marbodio de Rennes, de los grifos como «animales semejantes a los leones y [que] tienen alas como las águilas». Aimón de Halberstadt (m. 853) añade que, además de su rostro y alas, el grifo tiene patas como las del águila, al igual que afirmara Tomás de Cantimpré en su libro enciclopédico De la naturaleza de las cosas: «esta ave tiene cuatro patas, es semejante al águila en la cabeza y las patas, pero mucho mayor; en el resto del cuerpo se parece al león». Para Honorio de Autun el animal tiene, además de cuerpo de león, alas y garras de águila. Según otras descripciones (como las de Alberto Magno y Cándido Decembrio), solo las patas delanteras del grifo son como las del águila, siendo las traseras semejantes a las del león. Con sus grandes garras, afirman Cantimpré y Alberto Magno, se fabrican copas y cazos funcionales. Hacia 1383 la catedral de Durham conservaba supuestos fragmentos de garras de grifo, que en realidad eran cuernos de íbice, y consta que el rey de Francia Roberto el Piadoso (996-1031) depositó un presunto huevo de grifo en una caja de plata y que otros similares se citan transformados en copas en los inventarios de Eduardo III de Inglaterra (1338) y del duque de Anjou (1360), tratándose probablemente de huevos de avestruz.
Según Aimón de Halberstadt, el grifo corre en la tierra como los leones y vuela por los aires como las aves. La abadesa polímata Hildegarda de Bingen (1098-1179), autora de un tratado sobre propiedades curativas de animales, plantas y minerales, lo describe como un «animal cálido» que reúne en sí dos naturalezas diferentes, la de las aves (por su velocidad) y la de los cuadrúpedos (por devorar al hombre). Cándido Decembrio (siglo XV), aunque duda de la existencia del grifo al considerar que podría ser una «invención de los poetas», cree también que el animal puede clasificarse tanto entre los cuadrúpedos como entre las aves. Si bien los autores clásicos y las fuentes medievales tempranas (como las Etimologías) no mencionaban, o incluso negaban, la capacidad de vuelo alto del grifo, el sincretismo de este animal con el también mítico pájaro Ruc llevó a que se incorporasen noticias sobre su habilidad de levantar por el aire a hombres y grandes animales, como caballos y bueyes, y llevarlos a sus nidos (ver la subsección siguiente).

### Hábitat y comportamiento
Conforme a la tradición clásica, las fuentes medievales ubican al grifo en la región de la Escitia asiática, los «montes hiperbóreos» y la India, afirmando que habita regiones desérticas. Por ejemplo, el bestiario de Pierre de Beauvais (principios del siglo XIII) sostiene que vive en los desiertos de la India sin salir jamás de ellos, a menos que no encuentre allí el alimento que desea. Se cree que los grifos guardan y custodian el oro y las piedras preciosas en las regiones desérticas de la India o la Escitia asiática, despedazando con sus garras a los hombres que incursionan allí para hacerse con estas riquezas. En la obra enciclopédica de Alexander Neckam se dice que «excavan el oro y se sienten cautivados por su brillo». En tanto, Tomás de Cantimpré, Cándido Decembrio y Johannes de Cuba señalan que los grifos guardan en sus nidos la piedra ágata como «remedio preventivo» de algo, mientras que para Bartolomeo Ánglico la piedra preciosa que colocan es la esmeralda y lo hacen para prevenirse «contra los animales venenosos del monte». Isidoro de Sevilla resume algunas de estas noticias en sus Etimologías:

Produce también [la India] marfil y piedras preciosas: berilos, crisoprasas, diamantes, (…), muy codiciadas por las mujeres de alta alcurnia. Hay allí montones de oro a los que es imposible acercarse a causa de los dragones, grifos y hombres de tamaño monstruoso (...) En Escitia hay muchas tierras ricas pero inhabitables en buena medida, pues aunque en muchos lugares hay abundancia de oro y piedras preciosas, es poco frecuente el acceso por la crueldad de los grifos. Esta es, por otra parte, la patria de las esmeraldas de mejor calidad.
San Isidoro de Sevilla, Etimologías, XIV, 3, 32.

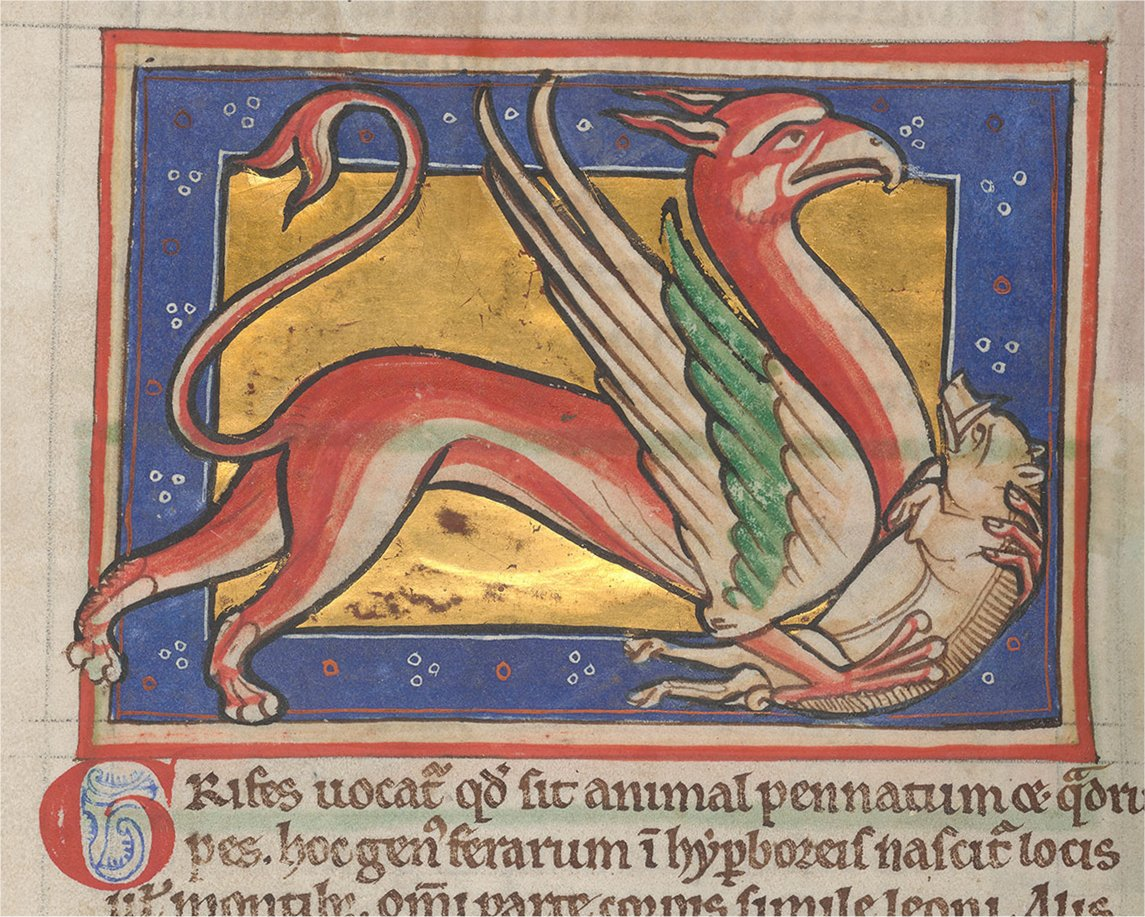
Miniatura de un grifo en el bestiario de Workshop. Tiene un jabalí entre sus garras.

Además de ser descrito como un animal de gran corpulencia y fuerza, las fuentes medievales insisten en su desmedida crueldad y ferocidad, al punto de que Beda los llama «fieras que vuelan». Por ello muchos bestiarios de la época lo dibujan con un animal aprisionado entre sus garras delanteras, comúnmente caballos, pero también cerdos, carneros, liebres o incluso hombres, y con una de sus patas levantadas, en posición heráldica. Coherentemente con lo que indicaban las fuentes clásicas, los grifos se describen en la Edad Media como abiertamente hostiles a los hombres (en especial a los arimaspos, que luchan contra ellos para arrebatarles las esmeraldas) y a los caballos: «enemigos acérrimos de los caballos, también despedazan a los hombres en cuanto los ven», afirma Isidoro, mientras que en Hortus sanitatis de Johannes de Cuba (1485) se dice que los grifos «son especialmente hostiles a los caballos y bueyes, y vencen en combate a hombres armados y los matan». Juan Casiano, monje francés del siglo V, le atribuye a su mirada un efecto pernicioso o maligno, al igual que al unicornio y al basilisco.
La influencia que ejerció en Occidente la leyenda oriental del pájaro Ruc, descrito como un ave de rapiña fuerte y gigantesco capaz de levantar presas enormes como elefantes, determinó una evolución en la concepción del grifo. Si las fuentes clásicas no reparaban en su capacidad de volar o incluso la negaban, avanzada la Edad Media se pasará a describirlo como un gran ave increíblemente fuerte que levanta y lleva en el aire a hombres y grandes bestias, como caballos o bueyes. Así, según se lee en la versión francesa de la carta del Preste Juan, los grifos «son por naturaleza tan fuertes, que agarran un buey vivo, se echan a volar con él y se lo llevan a sus polluelos», información que es recogida al pie de la letra por Pierre de Beauvais en su bestiario. En lugar del buey, el poeta francés Gautier de Metz señala como presa de las garras del grifo al caballero armado y su caballo. Por su parte, la historia de viajes fantástica de Juan de Mandeville, en el siglo XIV, describe al animal como más fuerte que «ocho leones o cien águilas» y afirma que «puede llevarse volando un caballo grande y dejarlo en su nido, si encuentra sitio, o llevarse hasta un par de bueyes atados con el yugo al carro».

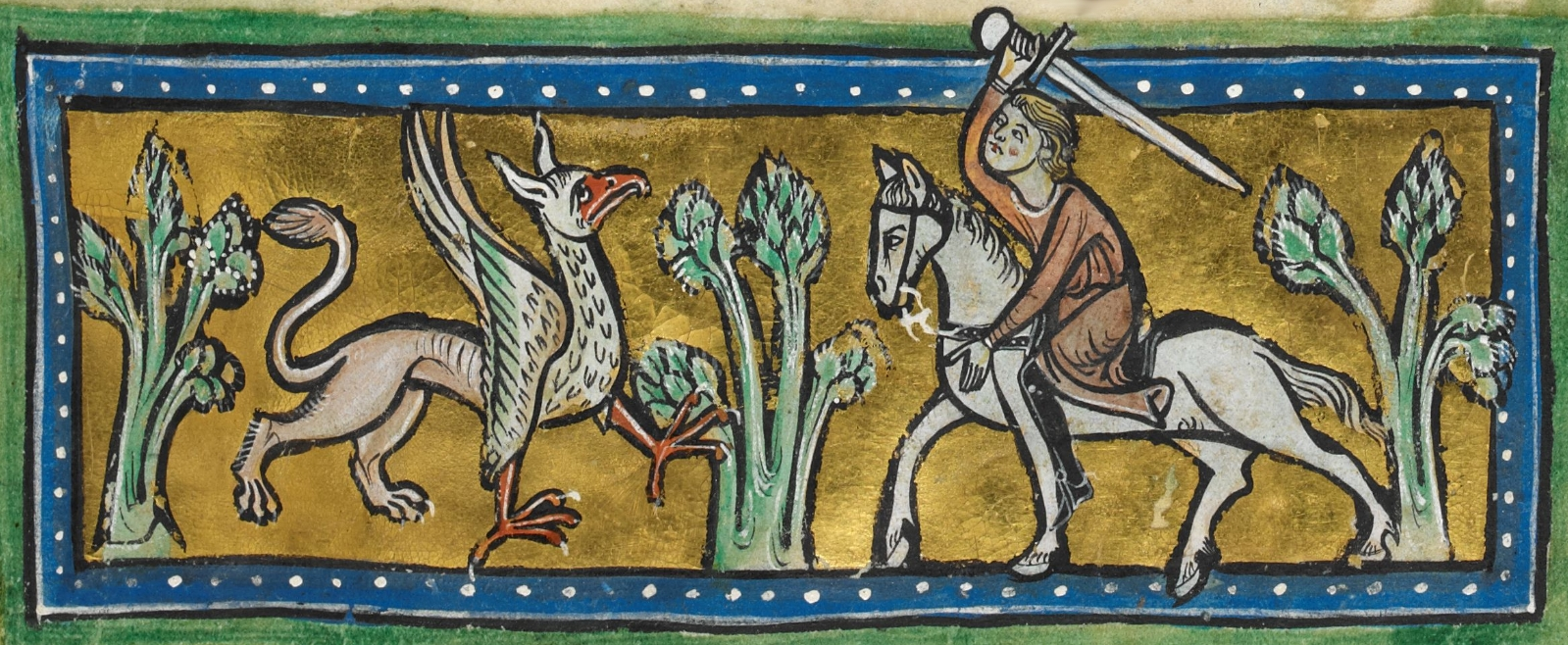
Detalle de una miniatura del bestiario Rochester, que ilustra a un caballero enfrentándose con un grifo.
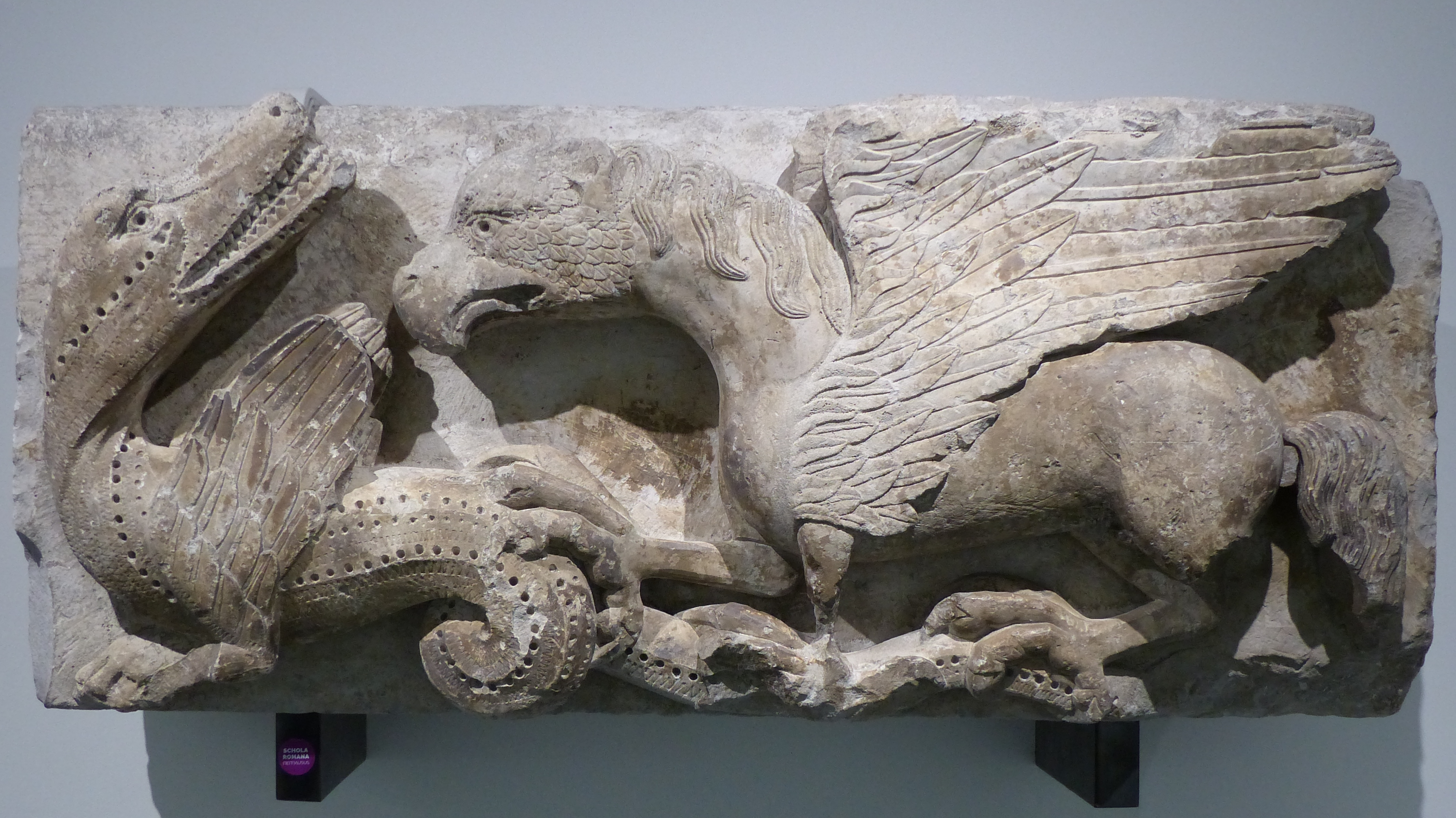
Relieve de piedra caliza que muestra a un grifo atacando a un monstruo de dientes afilados. Nîmes (Francia), s. m. s. XII.

El célebre viajero veneciano Marco Polo (1254-1324), en El libro de las maravillas, se siente tentado a identificar el Ruc con el grifo occidental, dado su gran tamaño, pero advierte que ello puede ser incorrecto porque el Ruc que describen los orientales no se parece a ningún animal terrestre, como el grifo, sino que es igual a un águila, pero desmesuradamente grande. Sin embargo, la asociación y el sincretismo de ambas leyendas es innegable, pues en algunos casos el grifo pasó a ubicarse en las regiones más orientales, como China, y ser señalado como uno de los peligros a los que se enfrentan los marinos en altamar. De esta forma, Mandeville apuntaba a la existencia de grifos en una tierra más allá de Catay (esto es, China) y Benjamín de Tudela (1130-1175) narraba cómo, para escapar del helado mar de China, algunos marinos se revestían con la piel de grandes reses de forma que «la gran águila llamada grifo» los confundía con animales y volando los sacaban de la embarcación hacia tierra firme como presas. El monje irlandés Brandán, a principios del siglo XII, relata también un combate entre un dragón y un grifo que quiso atacar el barco en el que viajaba. Del sincretismo entre Ruc y grifo llegó a dar cuenta la iluminación de los manuscritos de libros de viajes, al punto de que en algunos de ellos se pueden encontrar dibujos de grifos raptando en vuelo a elefantes, que eran la presa tradicional del Ruc.

### Interpretaciones simbólicas y alegóricas
El imaginario zoológico fue uno de los campos más ricos del imaginario medieval. El pensamiento de la época estaba imbuido en la creencia de que el mundo y la naturaleza creadas, incluyendo los animales o «bestias», eran símbolos que remitían a una realidad trascendente, a los misterios y preceptos de Dios. Por medio de la alegoría y el simbolismo, las fuentes medievales recuperaban enseñanzas morales y religiosas de los rasgos y las conductas asociadas a los animales. Estas enseñanzas, debido a la naturaleza de la alegoría y el símbolo, podían ser ambiguas, ambivalentes o contradictorias entre sí, y ello es precisamente lo que ocurrió en el caso del grifo, sobre el que coexistieron percepciones tanto positivas como negativas.

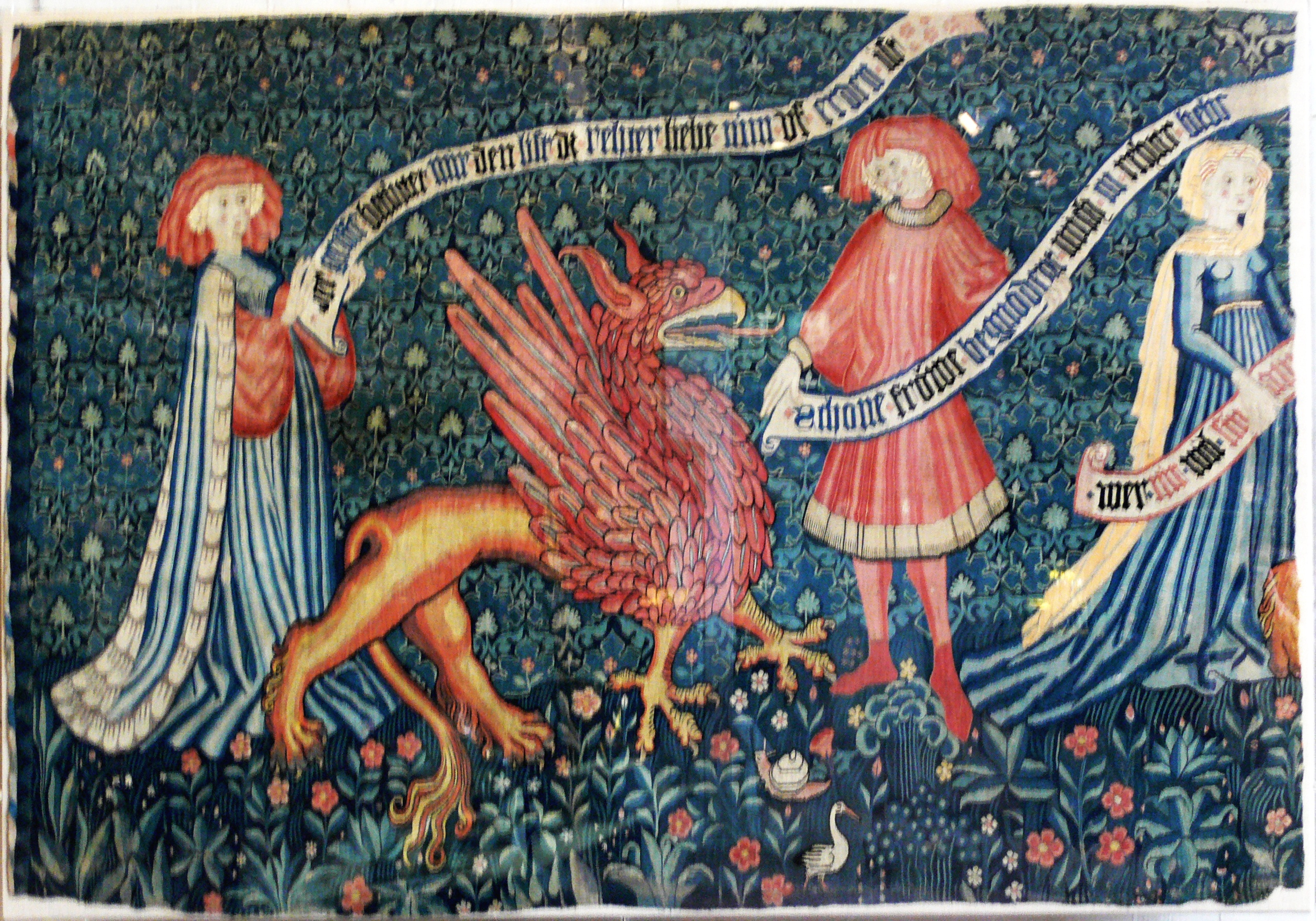
Grifo en un tapiz de Basilea, c. 1450.

Por un lado, era usual presentar al grifo como un ser maligno y demoniaco. La traducción de la Vulgata se refería al gryphem como una de las aves impuras que la ley mosaica prohibía comer, aunque en referencia a un animal real, el quebrantahuesos. Un pasaje en De XII lapidibus Tractatus, atribuido al teólogo y filósofo Agustín de Hipona, alegoriza la historia sobre el pueblo de un solo ojo que combate contra los grifos que le arrebatan las esmeraldas: los grifos simbolizan a los «espíritus malignos» que se esfuerzan por robar a los fieles el «alimento de la refección eterna» dado por Cristo, pero aquellos que poseen el único ojo de la mente, simbolizados por los arimaspos, se resisten y saben defender la «piedra preciosa» (esmeralda) que les corresponde como elegidos de Dios. La naturaleza híbrida del grifo se puso al servicio de este simbolismo en autores como Beda el Venerable y Marbodio de Rennes. Este último, al hablar de los espíritus inmundos o demonios, afirma que «con razón son comparados con los grifos, como fieras terrestres y volátiles que recibieron su merecido siendo sepultados en el infierno, y volando con soberbia como aves se cayeron del cielo». Dado que no tiene sentido que los espíritus inmundos busquen disfrutar de las riquezas espirituales que roban, autores como Beda, Marbodio y Aimón de Halberstadt debieron matizar que los grifos arrebatan las gemas por pura envidia y maldad, no para sacar algún provecho de ellas. En el caso de Marbodio, los arimaspos no simbolizan a los que tienen el único ojo de la mente, sino a los hombres íntegros, es decir, a aquellos que «no andan por doble senda ni tienen doblez de corazón ni sirven a dos señores sino que mantienen siempre su recta intención y la piedra preciosa de su fe». Pero la lucha entre grifos y arismapos no fue la única noticia sobre el animal alegorizada en un sentido religioso. Según Pierre de Beauvais, que el grifo habite los desiertos y pueda levantar un buey por el aire y llevarlo a sus crías significa que el animal representa al diablo que se lleva el «alma desdichada» del hombre pecador que ha muerto, simbolizado por el buey, al infierno o «desierto», donde es entregada a los demonios (crias o polluelos del grifo). En el Exordium magnum, un demonio alado acechante se describe como «una especie de grifo o avestruz».

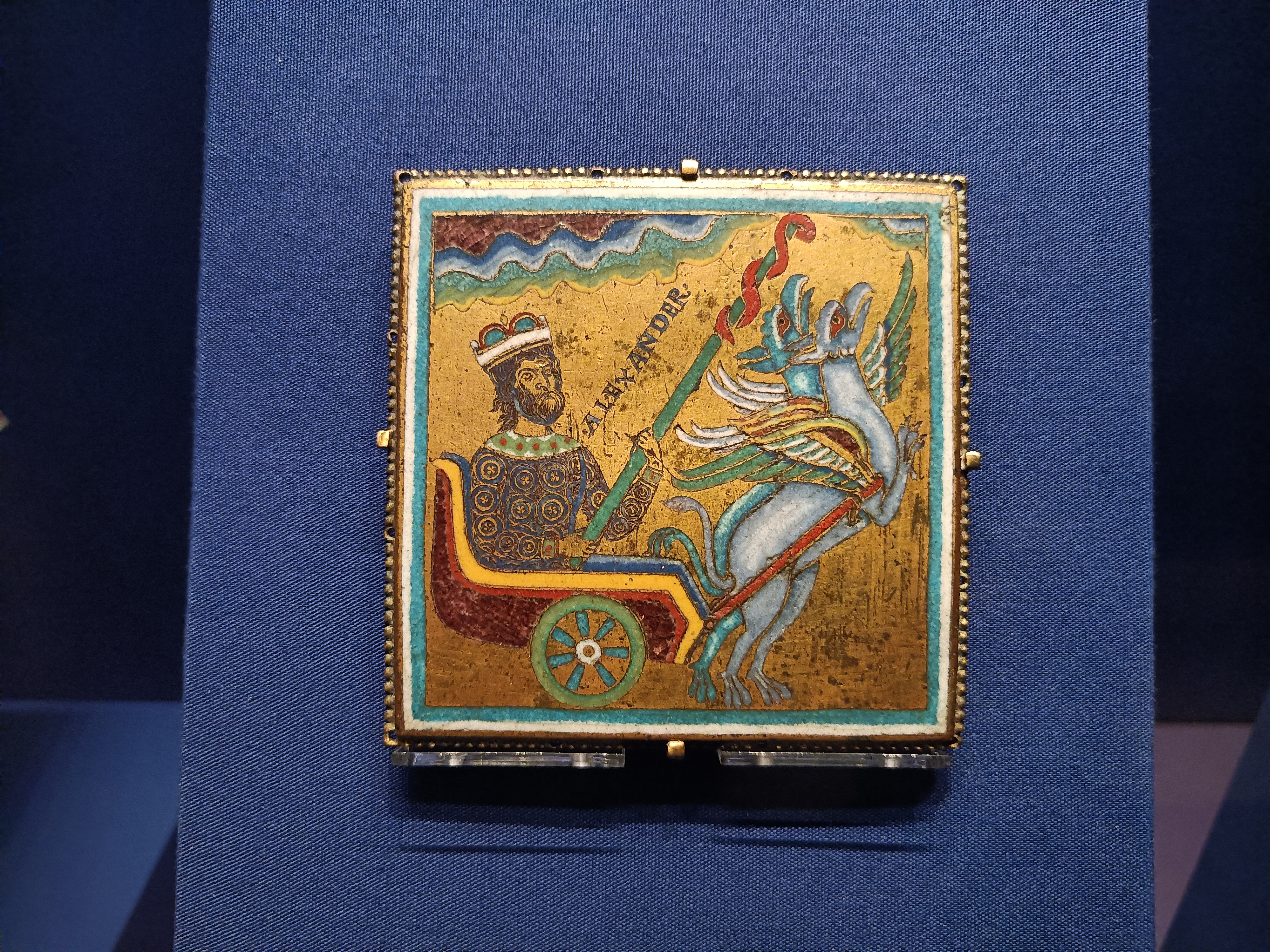
Alejandro Magno elevando su carruaje con grifos. Liège, c. 1150-1160. Victoria and Albert Museum.

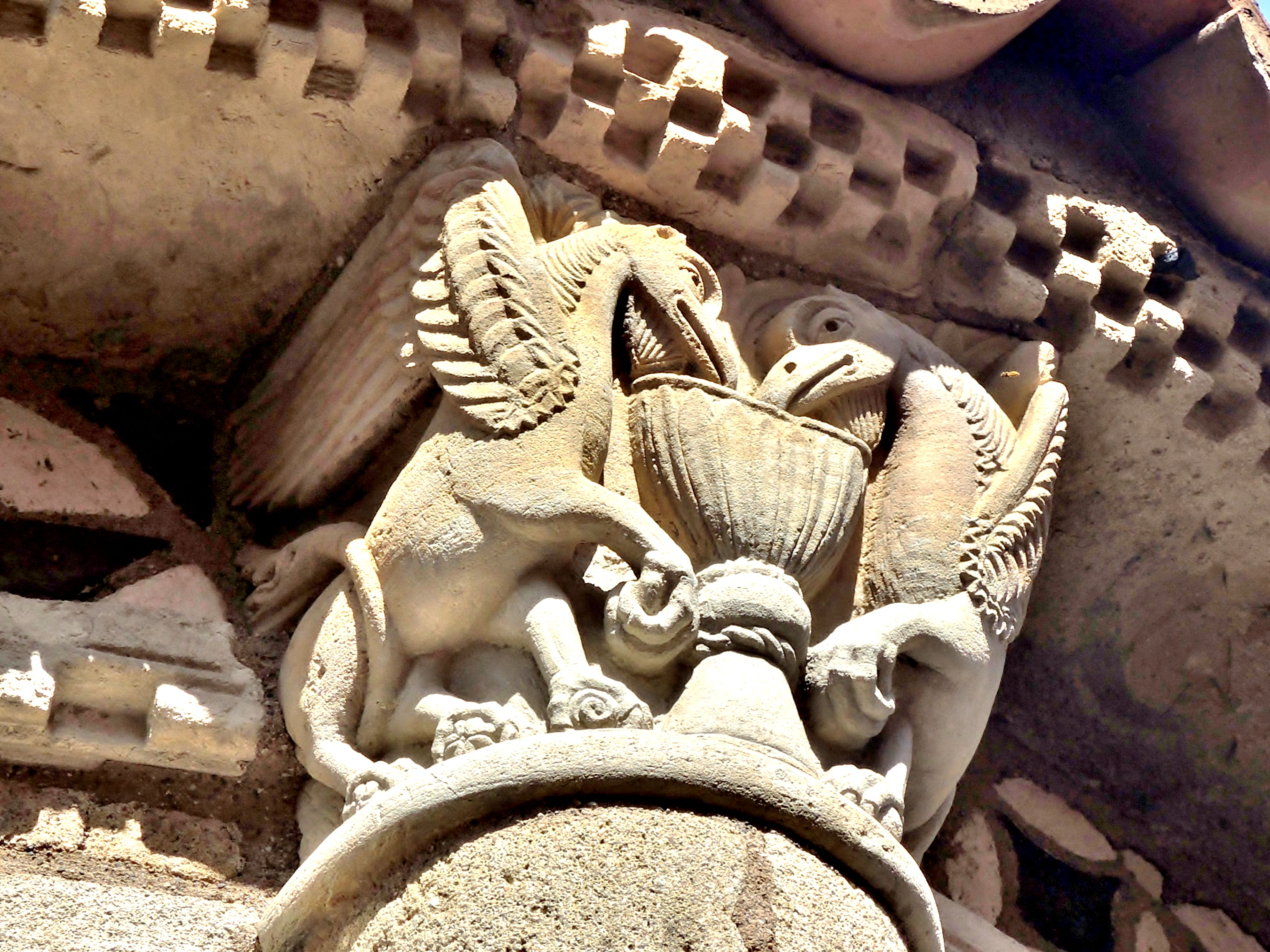
Dos grifos adornando el capitel de la basílica de Nuestra Señora del Puerto, un edificio románico del, Francia.

Por su hostilidad hacia los hombres que incursionan en tierras extrañas buscando oro y piedras preciosas, los grifos aparecen también como «guardianes de la avaricia», creados por Dios para «reprimir la temeridad de la avaricia», como dice Cantimpré, y manifestar así la gravedad de tal pecado. Para Neckam, la preferencia del grifo por el oro no tiene que ver con su afán de lucro, sino con una inclinación natural a este metal, por lo cual no los mueve el pecado de ambición. Sin embargo, durante la Edad Media los grifos sí aparecen en una célebre historia directamente ligada a la ambición y su castigo: la fallida subida al cielo de Alejandro Magno. Según versiones medievales de Vida y hazañas de Alejandro de Macedonia, Alejandro Magno mandó a capturar dos grifos y tenerlos sin alimentar durante tres días, tras lo cual los ató a un carro y les puso delante un cebo de hígado de caballo para que avanzasen. Así, los grifos echaron a volar persiguiendo el cebo y el monarca en su carro ascendió por los aires hasta ser derribado por una nube, un poder divino o el sol, dependiendo la versión del relato. El fallido ascenso del monarca a los cielos, que ansiaba contemplar los confines de la tierra, fue conveniente moralizado por los comentaristas religiosos de Occidente, que consideraban al episodio como un paradigma de la soberbia y la vanidad abatidas, en línea con la historia veterotestamentaria de la torre de Babel. Ello no impidió que, en ciertos contextos, sobre todo en Bizancio, pudiese aludir positivamente a la bienaventuranza celestial o a la aspiración del alma para alcanzarla. En realidad, la tradición textual más antigua de la historia de Alejandro, obra de Pseudo-Calístenes en el siglo III d. C., no específicaba que las aves que remontaron el carro del monarca macedonio fueran grifos, sino que se limitó a describirlas como «aves blancas, grandísimas, muy poderosas y mansas». No obstante, el grifo pudo hacerse con un importante lugar en la historia alejandrina y, consecuentemente, en las manifestaciones artísticas de la misma, que incluyó la escultura monumental románica (en los capiteles de iglesias y catedrales, como la iglesia de la Magdalena de Tudela), la escultura en madera y marfil, textiles de seda, bordados, iluminación de manuscritos etc.

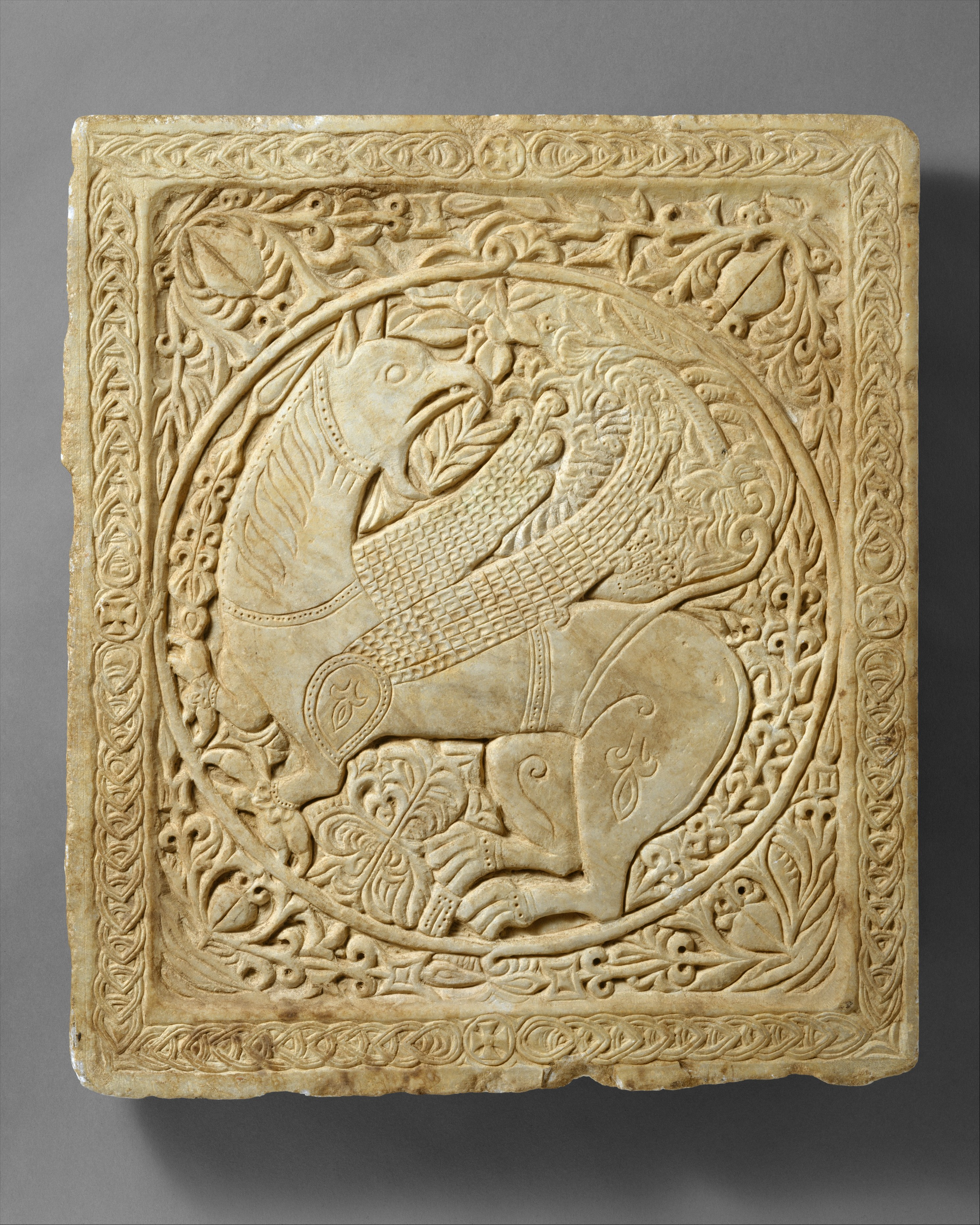
Grifo en un panel de mármol bizantino, c. 1250-1350. Posiblemente fue alguna vez parte de una tumba, donde se le atribuía un efecto apotropaico.

En una visión ya sí positiva del animal, la segunda edición del Fisiólogo griego, compuesta en el ámbito bizantino en el siglo V o VI, afirma que el grifo es un ave que vive en un golfo oceánico en el lejano Oriente y que al amanecer extiende sus alas para recibir los rayos del sol; a este se le une otro grifo que hace lo mismo, y luego ambos se van volando hacia el poniente. Esta pareja de grifos, según el Fisiólogo, representa al arcángel Miguel y a la Virgen María, «Madre de Dios». Asimismo, la naturaleza híbrida del grifo permitió considerarlo representante de dos de los cuatro elementos, el aire y la 
tierra, y por ende de las dos realezas de Cristo, que era soberano del Cielo y de la Tierra: su busto de águila aludía a la divinidad, mientras que el cuerpo de león, por ser animal que toca la tierra, representaba su humanidad. En la Divina comedia, Dante se encuentra con un carro arrastrado por un grifo en el Paraíso Terrenal, y los comentadores de la obra suelen interpretar que aquí la quimera funciona como emblema de Cristo y sus dos naturalezas, humana y divina. No obstante, el crítico francés Adolphe Napoléon Didron ha defendido que en dicho contexto el grifo simbolizaba al Papa en su doble condición de rey (sobre asuntos temporales) y sacerdote (sobre asuntos espirituales), apoyando esta interpretación en la observación de que el manuscrito de la alsaciana Herrada de Landsberg (Hortus deliciarum, c. 1185) representaba claramente al ave bicolor como símbolo de la Iglesia. Por otra parte, el tema oriental en el que dos grifos flanquean el árbol de la vida fue cristianizado para aludir a las almas santas en el paraíso y, ocasionalmente, los grifos fueron dispuestos en torno a una pila de fuente, representando a los santos que beben del agua vivificadora de Cristo en el cielo. Además, continuaron utilizándose como portadores de un efecto apotropaico, es decir, como protectores y guardianes en fachadas o gárgolas de iglesias y catedrales, sobre puertas, tumbas, cubiertas de libros etc., a veces recordando a los profanadores el terrible castigo que les esperaba.  Conservaron, igualmente, su carácter de psicopompos o protectores de las almas de los muertos en su camino hacia el más allá, sobre todo en asociación a la iconografía de la ascensión de Alejandro.

## Edad Moderna

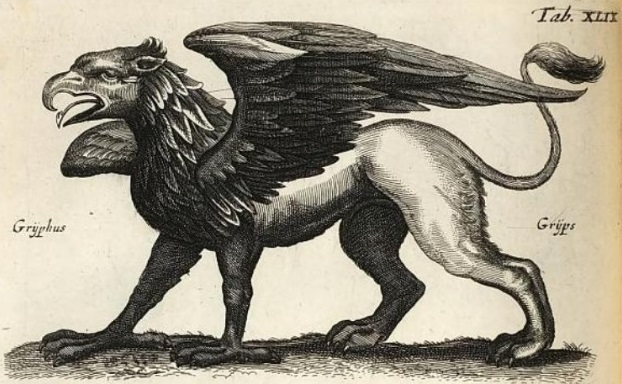
Grifo en la Historiae naturalis de John Jonston (1660).

En la Edad Moderna, el creciente interés en la investigación científica plantó serias dudas sobre la existencia del grifo. La Pseudodoxia Epidemica de Thomas Browne, publicada en 1646, descreyó de ella al igual que de la existencia de otros animales fabulosos tradicionales. Según el polímata inglés, el «grifo» mencionado en la Biblia es un tipo de águila, mientras que el grifo egipcio simboliza la «conjunción mística de halcón y león»; por tanto, el grifo no sería un animal real sino una invención simbólica. Seis años más tarde, Andrew Ross publicó una refutación del trabajo de Browne en Arcana Microcosmi. Aunque concede que se puedan haber añadido detalles fantásticos a la historia del grifo, Ross acusa a Browne de haber malinterpretado algunas descripciones clásicas —los grifos no serían «leones detrás y águilas en la parte delantera», sino águilas en su cabeza y alas, y león en el resto del cuerpo— y rechaza que la opinión de algunos autores modernos en contra del grifo (como el de Matthias Michovius) sea suficiente para desacreditar a los antiguos que hablaron de él. Asimismo, encuentra que su existencia es plausible porque existen muchos otros animales reales con rasgos híbridos e incluso con un comportamiento protector del oro, como él afirma haber visto en las urracas. En 1662 se creaba la Royal Society para el avance de la ciencia natural. A mediados del siglo XIX, The Museum of Animated Nature daba por hecho que las descripciones de un ave gigante que custodiaba las minas de oro en lugares remotos eran fantásticas.

## Heráldica

Grifo heráldico en posición segreante. Se trata del escudo de la Casa del Grifo, la dinastía real que gobernó el ducado de Pomerania desde el hasta 1637.

Según el heraldista Johannes de Bado Aureo, que vivió en el siglo XIV, «un Grifo llevado en las armas significa que el primero en llevarlo fue un hombre fuerte y belicoso, en quien se encontraron dos naturalezas y cualidades distintas, las del Águila y el León». Su representación estándar es la de una bestia híbrida con cuerpo, patas traseras y cola de león, por un lado, y cabeza, patas delanteras y alas de águila. Además, el grifo heráldico lleva orejas visibles que sirven para distinguirlo del águila cuando solo está representada su cabeza. Comparte la misma nomenclatura de actitud que el león, salvo que a la posición rampante se le llama segreante.

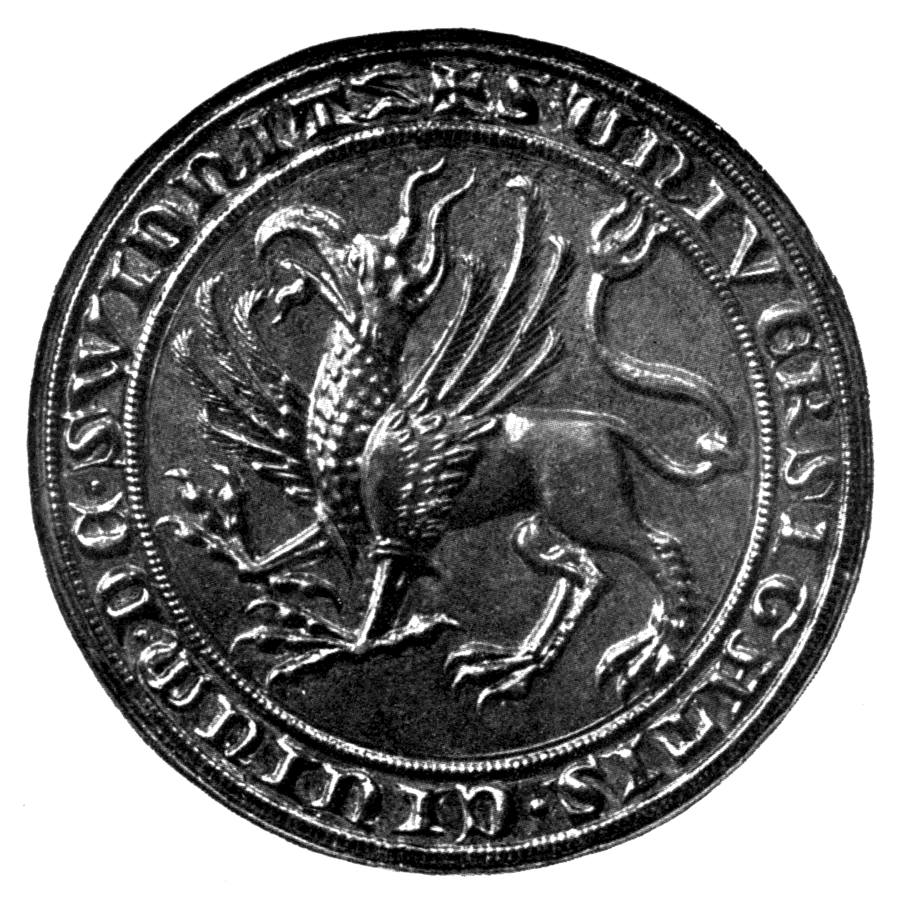
Grifo en el sello oficial de Świdnica (Polonia), que luego se plasmó en las armas de la ciudad.

En 1167 el sello del noble inglés Richard de Revers, conde de Exeter, tenía un grifo estampado, pero lo cierto es que el grifo no se difundió notablemente en la heráldica inglesa hasta el siglo XV. En 1426 el tercer barón de Botreaux, William de Botreaux, tenía como armas un grifo segreante de gules y armado de azur, sobre campo de plata. Durante la Edad Moderna apareció en las armas atribuidas a Alejandro Magno, el sello secreto del rey Eduardo III de Inglaterra y en las armas de dos figuras prominentemente asociadas con el rey Enrique VIII: su esposa Ana Bolena y su cardenal y consejero Thomas Wolsey. La armería inglesa conoce también un male griffin, o «grifo macho», que en lugar de alas tiene púas afiladas que sobresalen de su cuerpo, aunque algunos heraldistas la clasifican como una forma de pantera heráldica. En el Sacro Imperio, el grifo fue utilizado por los emperadores como soporte de sus armas. Hacia 1315, este animal quimérico estaba magníficamente representado en el gran sello de la localidad de Świdnica, en Polonia, cuya concesión de armas en 1452 consiste en un grifo de gules en campo de plata. En torno a esta región, la familia Swienca fue la primera en utilizar una particular variedad heráldica llamada «grifo de mar», esto es, una quimera de águila (parte delantera) y pez (parte trasera), alada o no, que a día de hoy sigue representándose en muchos escudos municipales del Voivodato de Pomerania, en el norte de Polonia.

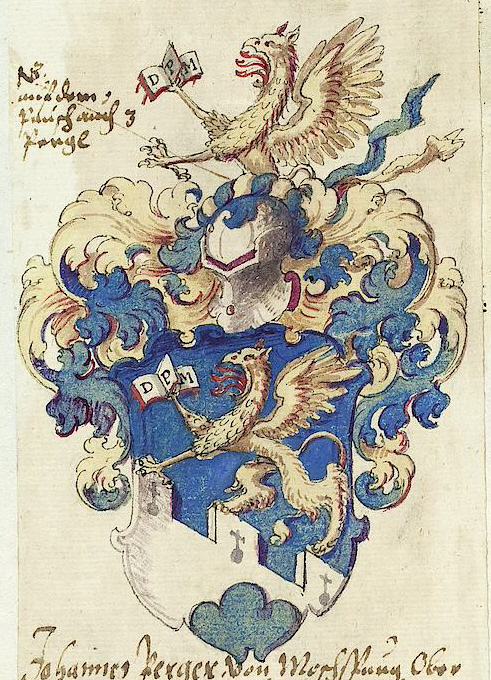
Grifo en escudo de armas en manuscrito del sur de Alemania, c. 1597.

Una menor difusión tiene esta bestia en la heráldica hispana frente a la anglosajona y germánica, aunque es de notar que Enrique II de Castilla adoptó el grifo como emblema durante la guerra contra Pedro I, mientras que su hijo y sucesor Juan I haría uso de él como cimera. Así aparece representado en el coetáneo armorial de Gelre. Juan I cedió esta cimera a sus hijos Enrique III y Fernando de Antequera (1390). Este último instituyó en 1402 la Orden de Caballeros de la Jarra y el Grifo, que tenía como divisa un collar de oro formado por azucenas entrelazadas con grifos, para que «assi como el grifo es fuerte sobre todos los animales fuertes, que assi todos aquellos de la dicha devisa deven ser fuertes e firmes en el amor de Dios, de la Virgen Santa Maria, e por lo semejante en las obras de la Cavalleria». Fernando fue rey de Aragón entre 1412 y 1416, lo cual contribuyó a extender la figura heráldica en dicha Corona. El grifo fue exhibido en estandartes o en forma de entremés, como sucedió en el día de la coronación (1414) o en las justas de Valladolid (1428) que organizaron los infantes de Aragón para eclipsar a Álvaro de Luna, así como también consta que el infante Enrique lo ostentó en su sello entre dos tritones. Según ha estudiado el heraldista Valero de Bernabé, Aragón es a día de hoy la región de España con la mayor proporción de escudos gentilicios blasonados con un grifo. A diferencia de la variedad de posiciones que suele adoptar en la heráldica británica, al grifo de la heráldica hispana se ha representado siempre en posición segreante (rampante).